# Rosheim
Rosheim (prononcé [ʁo.sajm]  ; Rose en alsacien) est une commune française située dans la circonscription administrative du Bas-Rhin et, depuis le 1er janvier 2021, dans le territoire de la Collectivité européenne d'Alsace, en région Grand Est.
Cette commune se trouve dans la région historique et culturelle d'Alsace.
Ses habitants sont les Rosheimois.
Chef-lieu de canton de 1790 à 2014, centre viticole sur la route des vins d'Alsace, la petite ville est riche d'un passé et d'un patrimoine exceptionnels qui lui ont valu le surnom de « cité romane », ou « ville à la rose » en référence à son emblème héraldique.

## Géographie

Représentations cartographiques de la commune
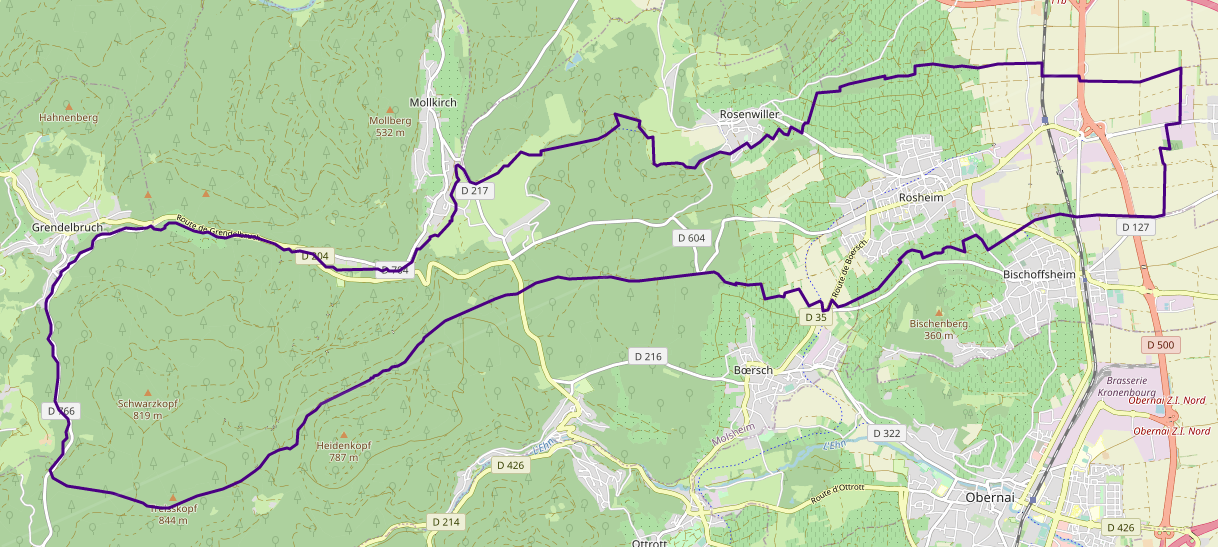
Carte OpenStreetMap.
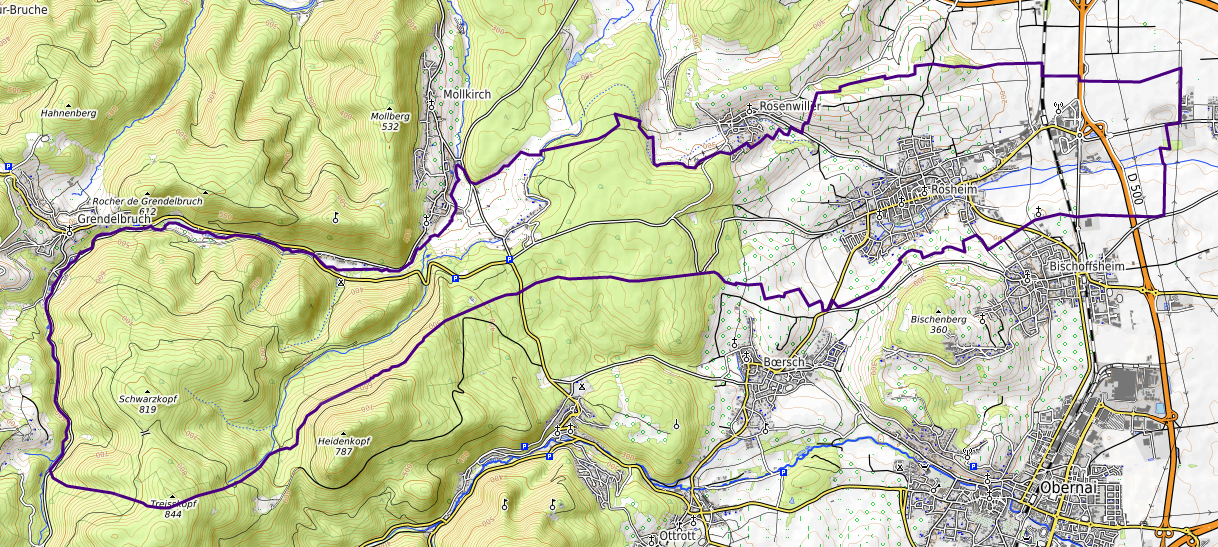
Carte topographique.

### Localisation
La commune se situe à une altitude de 191 m, et se trouve à 450 km de Paris ; à 25 km de Strasbourg ; à 7 km d'Obernai ; et à 7 km de Molsheim. 

### Communes limitrophes
Les communes limitrophes sont Dorlisheim, Bischoffsheim, Bœrsch, Grendelbruch, Griesheim-près-Molsheim, Mollkirch et Rosenwiller.
| Rosenwiller Mollkirch | Dorlisheim    |                         |
| Grendelbruch          | Rosheim       | Griesheim-près-Molsheim |
| Bœrsch                | Bischoffsheim |                         |

### Topographie et relief
L'agglomération de Rosheim occupe un large vallon orienté ouest/sud-ouest - est/nord-est faisant partie de l'ensemble géomorphologique des collines sous-vosgiennes. Limité au nord par les reliefs du Westerberg (vignoble, alt. 300 m), à l'ouest par le contrefort vosgien de l'Eichwald (forêt alt. 350 m), au sud par le Bischenberg (vergers, vignoble, forêt, alt. 361 m) qui est l'une des rares collines sous-vosgiennes à n'être pas reliée aux Vosges, ce vallon s'ouvre vers la plaine à l'est et se prolonge jusqu'à Innenheim. Le talweg est occupé par le Rosenmeer, ruisseau en partie canalisé augmenté du tiers des eaux de la Magel depuis le XVe siècle au moins, affluent de l'Ehn à Innenheim. Le versant nord du vallon, sur lequel l'établissement médiéval du centre-ville a provoqué plusieurs modifications topographiques importantes (remblaiements, terrassements), monte globalement en pente douce jusqu'au vignoble et se raidit légèrement au-delà. Le versant sud, flanc nord du Bischenberg, est quant à lui plus abrupt. La commune s'étend au-delà de l'Eichwald jusqu'à Grendelbruch, disposant ainsi d'une grande surface forestière.
Le ban de la commune comprend ainsi les trois types de paysages alsaciens : la plaine, les collines sous-vosgiennes, la forêt vosgienne.

### Hydrographie

#### Réseau hydrographique

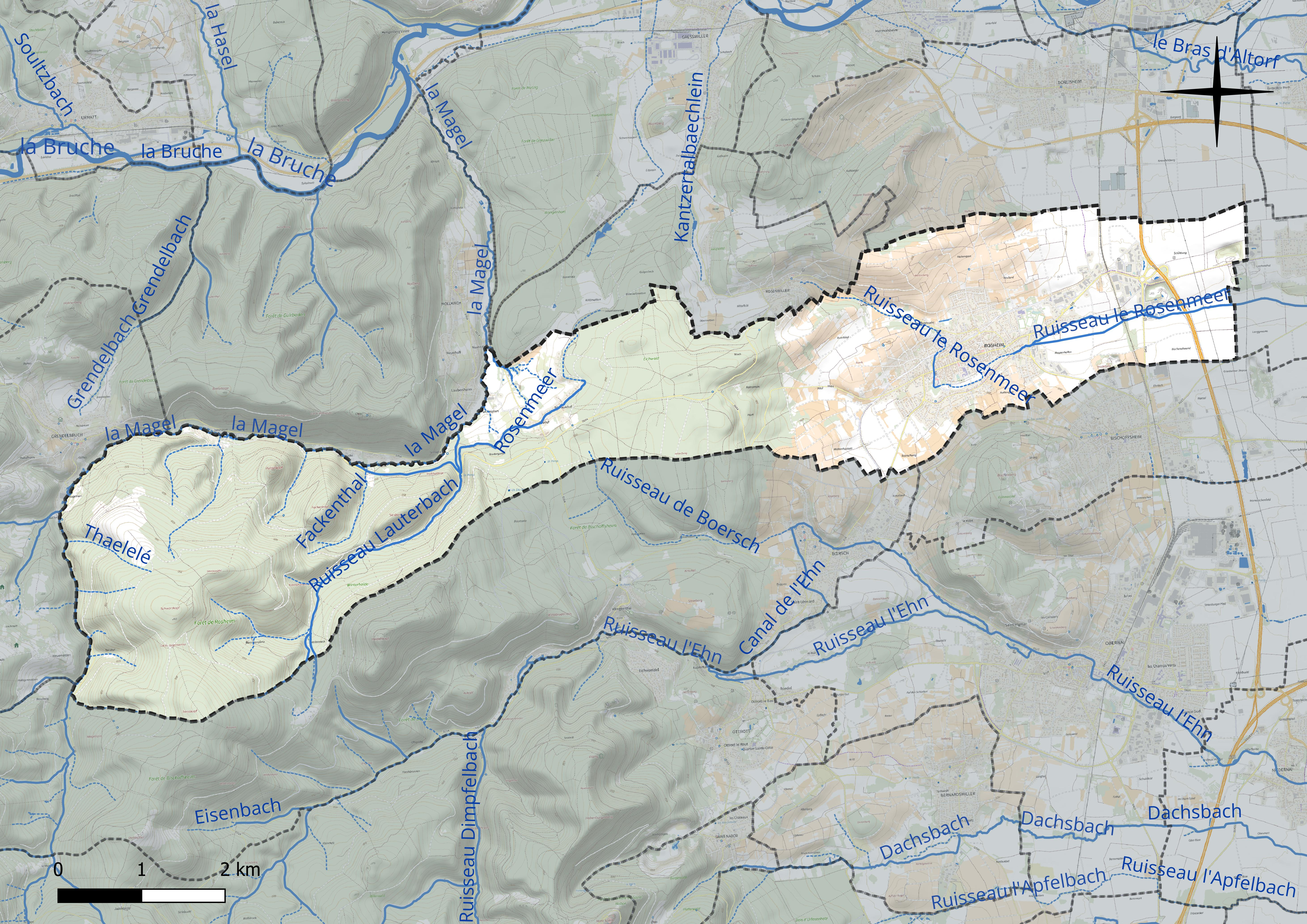
Réseau hydrographique de Rosheim.

La commune est dans le bassin versant du Rhin au sein du bassin Rhin-Meuse. Elle est drainée par le ruisseau la Magel, le ruisseau le Rosenmeer, le ruisseau de Boersch, le ruisseau Grand Ruchthal et le ruisseau Lauterbach,.
La Magel, d'une longueur de 17 km, prend sa source dans la commune de Ottrott et se jette  dans la Bruche à Heiligenberg, après avoir traversé sept communes. 
Le Rosenmeer, d'une longueur de 13 km, prend sa source dans la commune de Rosenwiller et se jette  dans l'Ehn à Innenheim, après avoir traversé quatre communes. 

#### Gestion et qualité des eaux
Le territoire communal est couvert par le schéma d'aménagement et de gestion des eaux (SAGE) « Ill Nappe Rhin ». Ce document de planification concerne la nappe phréatique rhénane, les cours d'eau de la plaine d'Alsace et du piémont oriental du Sundgau, les canaux situés entre l'Ill et le Rhin et les zones humides de la plaine d'Alsace. Le périmètre s’étend sur 3 596 km2. Il a été approuvé le 17 janvier 2005. La structure porteuse de l'élaboration et de la mise en œuvre est la région Grand Est. 
La qualité des cours d’eau peut être consultée sur un site dédié géré par les agences de l’eau et l’Agence française pour la biodiversité. 

### Climat
Pour des articles plus généraux, voir Climat du Grand Est et Climat du Bas-Rhin.
En 2010, le climat de la commune est de type climat des marges montargnardes, selon une étude du Centre national de la recherche scientifique s'appuyant sur une série de données couvrant la période 1971-2000. En 2020, Météo-France publie une typologie des climats de la France métropolitaine dans laquelle la commune est exposée à un climat semi-continental et est dans la région climatique  Vosges, caractérisée par une pluviométrie très élevée (1 500 à 2 000 mm/an) en toutes saisons et un hiver rude (moins de 1 °C). 
Pour la période 1971-2000, la température annuelle moyenne est de 10,4 °C, avec une amplitude thermique annuelle de 17,8 °C. Le cumul annuel moyen de précipitations est de 736 mm, avec 9,8 jours de précipitations en janvier et 10,5 jours en juillet. Pour la période 1991-2020, la température moyenne annuelle observée sur la station météorologique de Météo-France la plus proche, « Strasbourg-Entzheim », sur la commune d'Entzheim à 13 km à vol d'oiseau, est de 11,4 °C et le cumul annuel moyen de précipitations est de 635,7 mm. 
La température maximale relevée sur cette station est de 38,9 °C, atteinte le 25 juillet 2019 ; la température minimale est de −23,6 °C, atteinte le 23 janvier 1942,,. 
Les paramètres climatiques de la commune ont été estimés pour le milieu du siècle (2041-2070) selon différents scénarios d'émission de gaz à effet de serre à partir des nouvelles projections climatiques de référence DRIAS-2020. Ils sont consultables sur un site dédié publié par Météo-France en novembre 2022.

## Urbanisme

### Typologie
Au 1er janvier 2024, Rosheim est catégorisée ceinture urbaine, selon la nouvelle grille communale de densité à sept niveaux définie par l'Insee en 2022.
Elle appartient à l'unité urbaine de Rosheim, une agglomération intra-départementale regroupant deux  communes, dont elle est ville-centre,,. Par ailleurs la commune fait partie de l'aire d'attraction de Strasbourg (partie française), dont elle est une commune de la couronne,. Cette aire, qui regroupe 268 communes, est catégorisée dans les aires de 700 000 habitants ou plus (hors Paris),.

### Occupation des sols

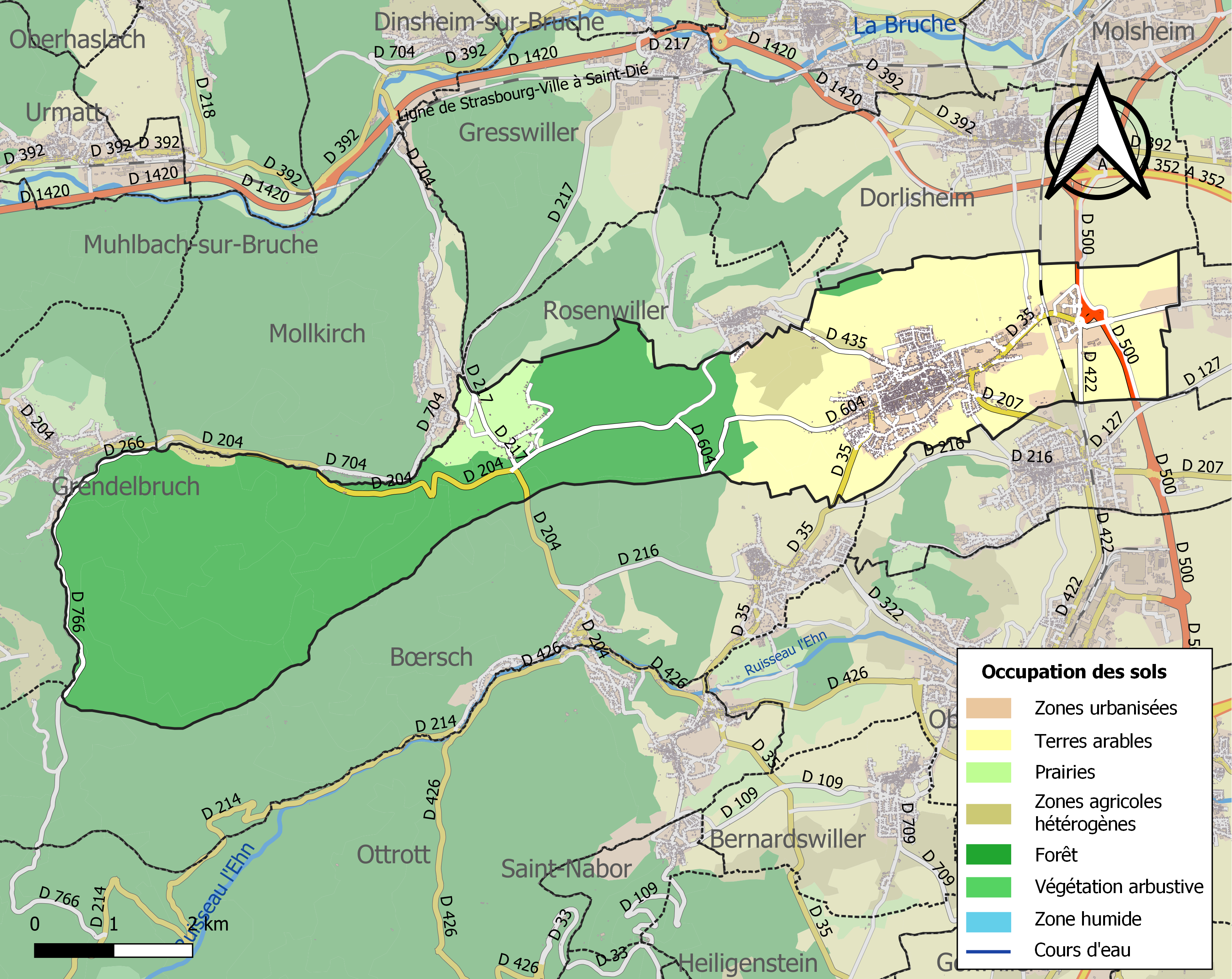
Carte des infrastructures et de l'occupation des sols de la commune en 2018 (CLC).

L'occupation des sols de la commune, telle qu'elle ressort de la base de données européenne d’occupation biophysique des sols Corine Land Cover (CLC), est marquée par l'importance des forêts et milieux semi-naturels (57,2 % en 2018), une proportion identique à celle de 1990 (57,2 %). La répartition détaillée en 2018 est la suivante :  forêts (57,2 %), cultures permanentes (13,9 %), terres arables (12 %), zones urbanisées (6,6 %), prairies (3,6 %), zones agricoles hétérogènes (3,4 %), zones industrielles ou commerciales et réseaux de communication (3,3 %). L'évolution de l’occupation des sols de la commune et de ses infrastructures peut être observée sur les différentes représentations cartographiques du territoire : la carte de Cassini (XVIIIe siècle), la carte d'état-major (1820-1866) et les cartes ou photos aériennes de l'IGN pour la période actuelle (1950 à aujourd'hui).

### Morphologie urbaine

#### Aperçu général
L'automobiliste traversant ou s'arrêtant peu de temps à Rosheim aura à première vue l'impression d'une ville-rue. La D 35 (avenues de la Gare et Leclerc, rue Charles-de-Gaulle, route de Grendelbruch) constitue en effet l'axe structurant majeur de la cité. Cependant l'observation et la découverte de la morphologie urbaine de Rosheim atténuent cette impression. Jusqu'à la Seconde Guerre mondiale, un ruisseau canalisé, indiqué simplement d'Bach ou vu comme une déviation du Rosenmeer, longeait à ciel ouvert presque l'intégralité de la rue principale dans sa traversée de la vieille ville ; il est aujourd'hui souterrain. Rosheim est constituée du centre historique intra muros dont l'urbanisation extérieure ne débuta vraiment qu'avec l'industrialisation dans la seconde moitié du XIXe siècle, de faubourgs du début du XXe siècle, de quartiers résidentiels (lotissements) et de quatre zones à vocation économique.

#### Centre historique
Traversée en une grossière diagonale par la rue Principale, la ville ancienne, bâtie légèrement à l'amont nord du talweg, est historiquement divisée en trois secteurs : un noyau central circulaire, fortifié et percé de deux portes toujours existantes (Zittgloeckel et porte de l'École), qualifié de Mittelstadt ; la ville basse à l'est de ce noyau, appelée Niderstadt ; la ville haute à l'ouest, Oberstadt, secteur le plus important en surfaces viaire et bâtie, qui était subdivisé au Moyen Âge en deux quartiers, l'un au nord, l'autre au sud de la rue Principale. L'enceinte extérieure, englobant ces trois secteurs et épousant leurs limites, avait une forme grossièrement rectangulaire, percée de trois portes dont deux existent toujours (porte basse dite « de la Vierge » ou « de Strasbourg », porte du Lion vers le vignoble et Rosenwiller) ; il subsiste les côtés est et sud de ce rempart. La structuration du réseau viaire s'articule par rapport à la rue Principale, aux anciennes propriétés colongères et aux limites imposées par les deux enceintes et leur ancien fossé.

##### Mittelstadt
Pour les articles homonymes, voir Mittelstadt.

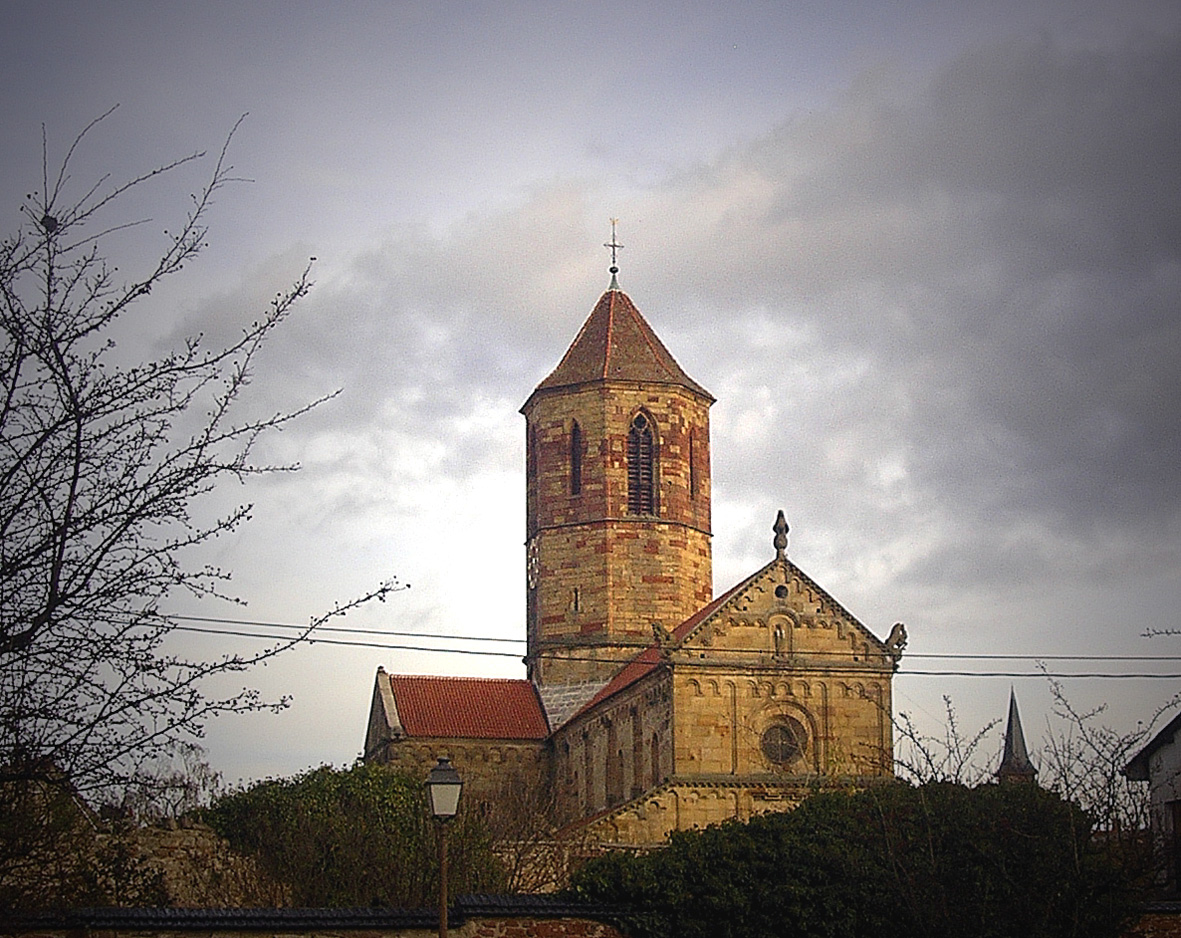
L'église romane dominant les ruines du Meyerhof.

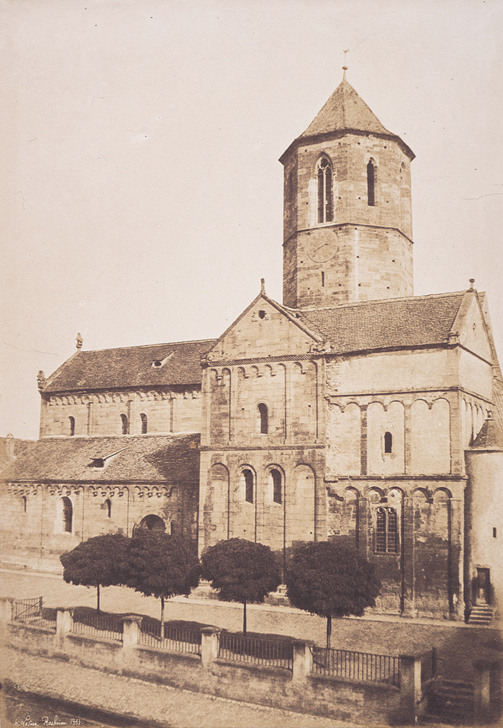
Église, photographie de Henri Le Secq prise en 1851.

Le noyau central, qui marque les anciennes possessions de Hohenburg puis des Hohenstaufen et dont l'habitat était jadis bien plus dense, constituait dès le Moyen Âge le centre administratif de la ville. Il abrite :
- l'église romane Saints-Pierre-et-Paul,
- le Meyerhof, ancienne dépendance de Hohenbourg aujourd'hui détruite. Situé à quelques mètres de l’église Saints-Pierre-et-Paul, il occupe 1/10 de l’espace urbanisé de la Mittelstadt. Considéré par certains comme le lieu d’un palais construit par l’empereur Frédéric Barberousse lui-même, il était de façon certaine une cour colongère de l’abbaye du Mont Sainte-Odile depuis le XIIe siècle. l’occupation de ce terrain remonte au IXe – Xe siècles d’après une étude archéologique réalisée en 1995. De la période primitive, il restait un ensemble de bâtiments bien conservés, à ce titre le Meyerhof était le plus grand ensemble civil roman d’Alsace et l’équivalent des ensembles visibles à Cluny, à Metz ou à Trêves.

Il a été détruit en 2018.
- l'hôtel de ville et l'ancienne prison,
- le puits à six seaux,
- la Laube (anciennes boucheries et maison de justice, aujourd'hui Maison cantonale du tourisme),
- les Halles,
- l'école Hohenbourg (ancien bâtiment du préteur royal de Rosheim, 1708),
- l'ancienne grange dîmière (rue de la Dîme),
- le Trésor public.

La place du 26-Novembre était jadis occupée par plusieurs bâtiments ; son débouché, la rue Braun, sinue dans le noyau central pour en constituer la troisième et dernière issue et aboutir à la porte du Lion ; le reste du noyau central est composé d'impasses dont l'entrée était jadis souvent surmontée de porches dont il subsiste parfois la trace (rue de la Dîme, rue des Anges). Une anomalie topographique, véritable jardin suspendu, au fond des rues des Anges et des Boulangers laisse penser qu'une construction assez importante, peut-être fortifiée, a pu occuper l'angle nord-ouest du noyau central. De même, la « grotte de Lourdes » jouxtant le chevet de l'église romane s'appuie sur les vestiges d'une construction médiévale qui pourrait également avoir été fortifiée. La Mittelstadt est ceinte par les rues du Lion et de la Marne, correspondant au tour de l'ancien fossé (l'enceinte est toujours visible en plusieurs endroits, notamment dans la rue de la Marne).

##### Niederstadt

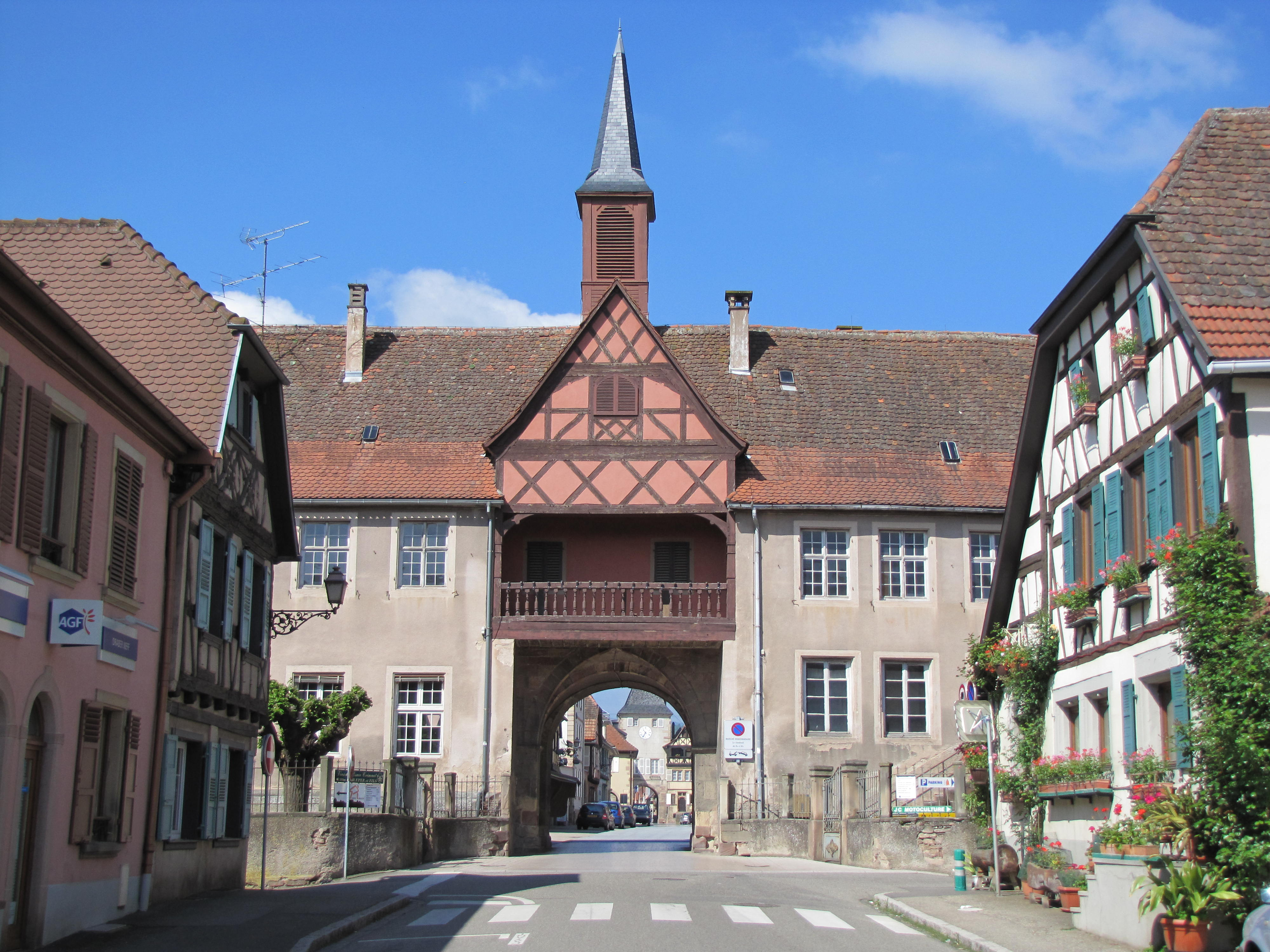
Rosheim - vue de la Niederstadt vers la porte du Milieu.

Limitée à l'ouest par la rue de l'Abattoir, la Mittelstadt et la rue Braun, la ville inférieure n'a, outre la rue principale, qu'une seule rue qui la traverse de part en part, la rue des Bonnets, au nord de la rue principale (partie nord constituant l'essentiel de la surface de la Niederstadt). Plusieurs centres administratifs de propriétaires médiévaux y étaient situés ainsi qu'en témoigne par exemple l'emprise de l'école des Remparts. Des vestiges de riches maisons bourgeoises de la fin du Moyen Âge sont notamment visibles au fond de la rue (impasse) des Ciseaux ainsi qu'au coin de la rue du Coin. Au sud de la rue Principale, quelques courtes impasses descendent jusqu'au rempart extérieur.

##### Oberstadt

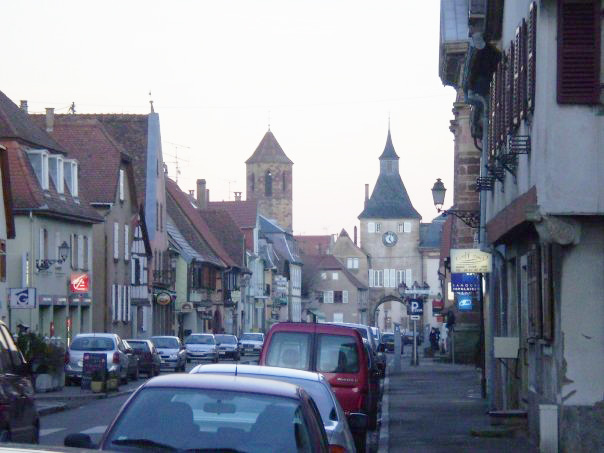
Rosheim - vue de l'Oberstadt au niveau de la rue de l'École.

C'est le développement d'un noyau urbain de plus en plus important autour de l'ancienne église Saint-Étienne, fief épiscopal jusqu'au XIIIe siècle, qui a motivé l'extension parallélépipédique de l'ensemble de la cité au XIVe siècle. La morphologie du réseau viaire, dont la plupart des axes partent perpendiculairement à la rue Principale pour aboutir à la limite de l'enceinte médiévale, témoigne de la réalisation d'un véritable projet urbanistique au cœur du Moyen Âge alsacien ; s'agit-il de l'initiative des Hohenstaufen, d'un plan impérial ou d'une réflexion strictement locale ? Les archives sont muettes à ce sujet. La rue des Tisserands, au chevet actuel de l'église, serait l'ultime vestige dans le réseau viaire moderne du bourg originel du « village Saint-Étienne ». On peut supposer que Rosheim érigea son enceinte intérieure dès l'attribution de ses statuts de ville, puis, passant de trente à cinquante ans plus tard au statut de ville impériale, entièrement sous contrôle des Hohenstaufen depuis la cession de ses biens par l'évêque de Strasbourg en échange des possessions impériales de Saverne, membre de la Décapole, elle planifia son urbanisation (peut-être en fonction d'un plan préexistant), tout en réalisant l'enceinte extérieure. Quelle qu'en soit l'origine, le réseau viaire de l’Oberstadt structure morphologiquement ce morceau de ville en véritables districts à l'intérieur desquels on trouve plusieurs maisons conservant plus ou moins la trace de chaînages d'angle à bossages, indiquant le rang social élevé du propriétaire médiéval. L'ensemble des côtés ouest et nord de l'enceinte ont été démolis pour combler le fossé ; l'avenue Clemenceau en suit le tracé, prolongée à l'est par l'avenue Foch (où le rempart extérieur et l'une de ses tours sont toujours visibles). La ville haute abrite :
- l'église Saint-Étienne ;
- la synagogue (l'ancien quartier juif se situait dans les rues Netter et des Déportés)[21] ;
- la maison romane ;
- l'hôpital Saint-Jacques (autrefois situé derrière la maison romane) ;
- le monastère des bénédictines du Saint-Sacrement ;
- les écoles maternelles Eggestein et Sainte-Marthe ;
- la salle des fêtes.

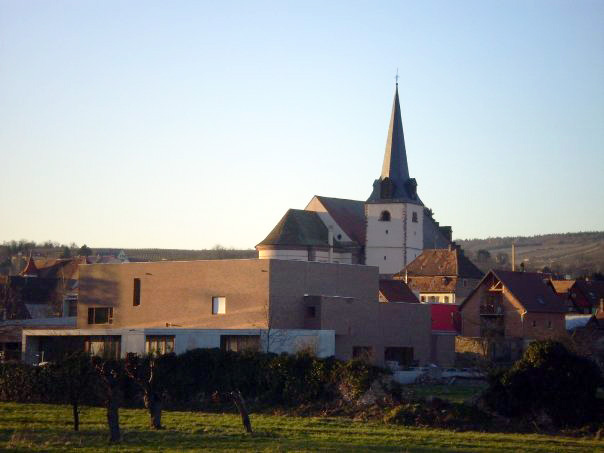
Rosheim - médiathèque Josselmann et église Saint-Étienne.

Le pourtour sud, autour du champ de foire, a eu une vocation industrielle durant le XXe siècle (Schlumberger/Théalec, Câbleries d'Alsace-Lorraine) et a fait l'objet d'une importante restructuration avec la réalisation, en 2007/2008, de : 
- l'école élémentaire du Rosenmeer, qui remplace les anciennes écoles Hohenbourg et des Remparts ;
- la médiathèque Josselman.

### Lieux-dits et écarts
- Bildhauerhof (vers Mollkirch) : hameau d'origine anabaptiste.
- Bruderberg (vers Bischoffsheim) : lieu de pèlerinage avec chapelle.
- Westerberg : colline au nord de Rosheim, vignoble.
- Leimen (au nord ouest de la ville) : planté de vergers et de vignes.
- Fischhutte (vallée de la Magel) : villégiature et pêche, sur la Magel.
- Purpurkopf (vallée de la Magel) : mont de forme conique couronné d'un complexe cultuel et/ou militaire protohistorique.
- Verloreneck (vallée de la Winterhalde) : abri du Club Vosgien et champ de mégalithes créé et aménagé en 1997.
- Schwartzkopf : point culminant du ban de Rosheim (842 m).
- Waltenhausen (vers Bœrsch) : site d'un village disparu.
- Wisch (agglomération de Rosenwiller).

### Voies de communication et transports

#### Réseau routier
Le vallon de Rosheim communique naturellement avec la plaine d'Alsace à l'est, avec Bœrsch et le pied du mont Sainte-Odile au sud-ouest, avec Rosenwiller, Gresswiller et la vallée de la Bruche au nord-ouest. Aujourd'hui, Rosheim est excentrée de 3 km par rapport à l'axe principal de communication du piémont des Vosges, matérialisé par la D 500, 2×2 voies, liaison Dorlisheim (A352) - Niedernai (A35). L'échangeur de Rosheim débouche sur un giratoire distribuant le trafic vers Rosheim (D 35 et voies d'accès à la zone d'activités du Rosenmeer), Bischoffsheim (par la D 422) et Griesheim-près-Molsheim (par la D 127). La route des vins (D 35 de l'échangeur de Rosheim à Orschwiller) qui traverse la ville de part en part reprend approximativement le tracé de la route protohistorique du piémont. Cette grande rue transversale se divise à l'issue ouest de la vieille ville avec la D 35 qui continue vers Bœrsch d'une part, et la D 604 vers la vallée de la Magel et Grendelbruch d'autre part. Rosheim est aussi le point de départ de la D 207 qui relie la commune à Bischoffsheim et se poursuit jusqu'à Nordhouse. Enfin, la D 435 aboutissant à Rosenwiller matérialise un tronçon de l'ancienne voie de communication avec la vallée de la Bruche, via Rosenwiller et Gresswiller ; si cette liaison n'est plus active aujourd'hui, elle le fut largement par le passé.

#### Transport en commun
L'actuelle gare de Rosheim, à 2 km du centre-ville, constitue un arrêt sur la ligne régionale TER Alsace de Sélestat à Molsheim et à Strasbourg qui bénéficie depuis 2009 d'une desserte cadencée entre Obernai et Strasbourg, dans le cadre de la première phase du tram-train du Piémont des Vosges. Quelques relations sont assurées par voie routière, avec deux arrêts d'autocar SNCF : Gare, Maison de l'enfance. À noter que l'actuelle route D 207 emprunte le tracé sud de l'ancienne voie ferroviaire avant sa rectification entre Bischoffsheim et le site de la gare actuelle au début du XXe siècle. La gare se trouvait alors à l'emplacement de l'actuelle Maison de l'enfance, dont la place adjacente a été baptisée « place de l'Ancienne-Gare ».

La gare de Rosheim est aussi le point de départ de la ligne de Rosheim à Saint-Nabor, aujourd'hui déferrée. Si le trafic voyageur a cessé en 1954, la ligne fut en service jusqu'en 2002 dans le cadre de l'exploitation puis de la mise en sécurité des carrières de Saint-Nabor. Le centre-ville était desservi par l'ancienne gare de Rosheim-Ville, située à proximité de la tour-porte du Lion et démolie en 1976.

#### Voie verte et sentiers de randonnée
Rosheim est située sur l'itinéraire cyclable balisé de la Véloroute du vignoble d'Alsace (EuroVelo 5), de Marlenheim à Thann et sur celui en provenance de Strasbourg via Geispolsheim - Blaesheim - Innenheim - Griesheim-près-Molsheim et Bischoffsheim.

La commune est par ailleurs traversée par le chemin de Saint-Jacques-de-Compostelle.
Rosheim est également une ville terminus de la voie verte  "Portes bonheur - Le chemin des carrières", ouvert en 2019 et reprenant le tracé de l'ancienne voie ferrée menant aux anciennes carrières de Saint-Nabor. L'architecte retenu pour ce projet est le norvégien Reiulf Ramstad. Selon Philippe Wantz, elle vise trois objectifs : développer les modes de circulation douce, mettre en avant le territoire par des œuvres remarquables et des supports ludiques, participer à la préservation de la biodiversité. D'une pente moyenne d'1,5 % et longue de 11,5 km, elle traverse Rosheim, Boersch, Léonardsau, Ottrott et Saint-Nabor.
Différentes œuvres d'art en acier corten et des anciennes installations ferroviaires sont visibles tout au long du parcours.
Deux mini-stations de réparation de vélos (tournevis, gonflage...) sont disponibles tout au long du parcours à Rosheim et Ottrott. À Ottrott, non loin de l'ancienne gare, sont visibles quatre verrins et une grue de soulevage, une plateforme de pesée de wagons.

## Toponymie
La ville de Rosheim (en alsacien Rose [ro:sǝ]) est célébrée comme « la cité des roses », dont témoigne son blason depuis 1286.

### Attestations anciennes
En réalité, le nom de la localité est mentionné sous les formes Rodasheim en 778 ; Rodesheim en 1286 ; Rosheim en 1333 ; Rodesheim en 1359 ; Roßheim en 1444 ; Rodesheim en 1561 ; Rosenheim en 1566, 1579 ; Roszheim en 1623 ; Roßheim en 1626 ; Rosheim en 1648, 1752.

### Étymologie
Traditionnellement, « l’habitat de Hrodo », d’un nom d’homme germanique Hrodo, suivi de l’appellatif germanique heim, signifiant « habitat, foyer, chez soi » et anciennement « patrie d’une tribu ». Autre explication : « l’habitat de la route », le premier élément rod- pouvant reposer sur une racine paléo-européenne *rot-, *rod- relative à la notion de défrichement et par extension de route. Rosheim est en effet situé dans un vallon traversé par l’axe protohistorique du piémont des Vosges au pied du Mont Sainte-Odile et à un débouché de la vallée de la Bruche. Attraction paronymique de l’allemand Rose à la fin du Moyen Âge.

## Histoire
Si le site de Rosheim s'est prêté très tôt à une occupation humaine permanente, l'apparition et le développement de la culture de la vigne sur ce site ont joué un rôle crucial dans l'histoire de la « cité romane ». Ce fait explique en effet l'obstination des différentes maisons, laïques ou religieuses, à préserver ou étendre leurs possessions dans et autour de la localité, aboutissant ainsi à nouer sur douze siècles l'écheveau d'une histoire dont la richesse semble presque disproportionnée en regard de l'aspect paisible de la ville actuelle. Le vin de Rosheim fut apprécié très tôt, et servit même de moyen de défense pour les habitants du début du XIIIe siècle, au cours de ce qu'on appela la « guerre des Caves ».

### Origines
Le site de Rosheim témoigne d'une occupation ininterrompue depuis 7000 ans ainsi qu'en attestent les nombreuses découvertes archéologiques réalisées autour de la ville actuelle. Le nombre important de sources, aujourd'hui taries, un sol fertile, des zones boisées, une position de choix sur la route du piémont des Vosges, ont constitué autant de facteurs propices à l'installation de l'homme sur ce site. La densité et l'abondance des découvertes permettent de considérer le site rosheimois comme un site majeur du Néolithique (5500 à 2500 av. J.-C.) en Europe. Si les fouilles, essentiellement faites à la périphérie de l'agglomération actuelle, n'ont jusqu'à présent pas pu éclairer l'occupation pré- et protohistorique du site urbain médiéval, elles ont néanmoins révélé la présence d'un village au pied du Bischenberg en direction de Bœrsch, d'un four et d'une activité artisanale à l'entrée du vallon de Rosenwiller, de vastes nécropoles vers la plaine attestant de l'existence à proximité d'une importante communauté humaine. Une statuette en terre cuite ainsi que de nombreux objets d'usage courant en os, corne ou poterie témoignent également de cette occupation du site au Néolithique et au Chalcolithique. Des vestiges de l'âge du bronze (1800 à 725 av. J.-C.), de l'âge du fer (725 à 50 av. J.-C.) et de l'époque gallo-romaine ont été mis au jour. Enfin, des vestiges mérovingiens permettent d'attester l'occupation du site à cette époque. 
Sur le territoire de la commune notons aussi une occupation romaine tardive du Purpurkopf, et au même endroit  la présence de meules en pierre de la période de La Tène.

### Moyen Âge
Il faut préciser que la majeure partie des archives médiévales que conservait soigneusement la ville dans une salle en pierre voûtée, a disparu au cours des dommages causés par la guerre de Trente Ans ainsi qu'à la suite des troubles révolutionnaires (XVIIIe et XIXe siècles). Les vestiges archivistiques, qui proviennent de fait souvent d'autres fonds, sont néanmoins suffisamment significatifs pour permettre de rendre compte du développement et du fonctionnement de la cité au Moyen Âge. L'apparition de Rosheim dans l'Histoire date d'une charte de 778, sous le nom de Rodasheim, au cours d'une vente de biens réalisée par l'abbaye de Fulda. On ne retrouve ensuite la trace écrite de Rosheim qu'au XIe siècle, dans le cadre du Saint-Empire romain germanique.

#### Un site convoité
Au XIe siècle, Rosheim comprend deux paroisses, et pratiquement deux bourgs groupés autour des églises Saint-Étienne pour ce qui deviendra la ville haute à l'ouest, Saint-Pierre pour la ville moyenne et basse à l'est. La ville est divisée entre des établissements religieux (Hesse, Haute-Seille, Hohenbourg), l'évêque de Strasbourg (église Saint-Étienne) et les familles nobles dont plusieurs ont alors mis en place de véritables centres économiques et administratifs. Le plus important des seigneurs au XIe siècle est le couvent de Hohenbourg. Vers 1050, le pape alsacien Léon IX confirme les trois quarts de la dîme de Saint-Pierre et le droit de nommer un candidat à la curie à l'abbaye de Hesse en Lorraine. Plusieurs propriétaires usent même de faux pour confirmer ou assurer leurs domaines. Cette complexité foncière témoigne de l'importance accordée au site et à la ville de Rosheim durant tout le Moyen Âge.

#### De la bourgade au statut de ville: le rôle décisif des Hohenstaufen
En 1132, la ville est détruite par un incendie et la ville basse et la ville haute sont reconstruites, vraisemblablement grâce à un apport financier accordé par les Hohenstaufen, futurs empereurs du Saint-Empire romain germanique, qui, en tant que protecteurs du couvent du Mont Sainte-Odile, favorisent l'essor et l'indépendance de plusieurs communautés villageoises, dont Obernai et Rosheim où l'emprise du couvent était importante. Cette politique permettra à Frédéric Barberousse et aux Hohenstaufen de mieux implanter leur puissance en Alsace. C'est à cette époque qu'est élevée l'église Saints-Pierre-et-Paul actuelle, construite entre 1145 et 1167. Les droits des Hohenstaufen à Rosheim excèdent néanmoins la jalousie de leurs ennemis dont l'évêque Conrad II de Hunebourg qui fait incendier la ville en 1197. La première moitié du XIIIe siècle voit néanmoins les Hohenstaufen s'assurer de la suzeraineté sur Rosheim. Frédéric II parvient à négocier avec l'évêque de Strasbourg la cession en fief de la seigneurie sur tous les hommes qui dépendaient de lui (en échange l'évêque obtient celle de Saverne). Mais de nombreux conflits persistent, notamment avec l'abbesse de Hohenbourg qui, peu à peu, perd du terrain face au parti secondé par l'empereur, ainsi qu'avec le duc Thiébaud Ier de Lorraine, conflit qui culmina avec la guerre des Caves en 1218 (une délégation militaire lorraine venue occuper la ville par surprise fut massacrée dans les caves où les habitants surprirent les soldats lorrains ivres morts) et, un peu plus tard, l'expédition punitive de l'empereur jusqu'au château ducal lorrain d'Amance où Thiébaut fut capturé. Rosheim accède au statut de ville en 1267 au plus tard, confirmé par le sceau de 1286 qui servira par la suite à authentifier les actes émis. Elle obtient aussi le droit d'ériger un rempart de pierre. Le pouvoir impérial allant s'affaiblissant, Rosheim jouit de plus en plus d'une certaine autonomie.

#### La ville libre d'Empire

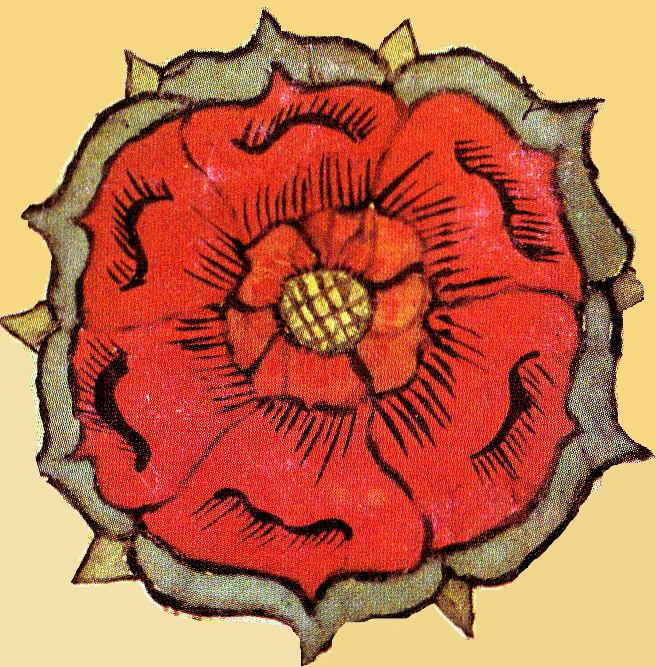
La rose des armes de la ville de Rosheim (1626).

Rosheim est citée en 1303 comme étant une ville libre d'Empire et, en 1354, elle forme, jusqu'en 1679 avec neuf autres villes une alliance d'entraide rendue nécessaire par l'affaiblissement du pouvoir impérial et par la difficulté pour les villes d'assumer seules la défense de leurs intérêts : ce fut la Ligue des dix villes libres d'Empire d'Alsace qu'on appela plus tard la Décapole. Rosheim, la plus petite de ces cités, avait alors le même statut que Mulhouse ou Colmar. En 1366, l'empereur donne à Rosheim le droit de se doter de statuts et de percevoir des amendes destinées en partie à l'édification de l'enceinte. Rosheim peut développer les infrastructures qui lui permettent de s'enrichir.

##### Gouvernement
Le gouvernement de la ville était composé de : 
- quatre Bürgermeister (bourgmestres) qui se relayaient chaque semestre (chaque trimestre au XVIIIe siècle) à la tête de la ville. Ils assumaient cette fonction à vie. Celui qui était en fonction présidait le Conseil, détenait les clefs et le sceau, gérait les finances municipales, prenait les décisions nécessaires à l'administration de la communauté (montant des tailles en vin et en argent, maintien de la paix à l'intérieur de l'agglomération, mobilisation en cas de guerre) et assumait des fonctions de justice (les compagnons devaient lui être présentés, les étrangers de passage signalés). Matin et soir le sergent de ville (Ratsbott) venait à son domicile prendre les ordres. Par ailleurs il intervenait dans les affaires économiques en veillant à ce que les produits proposés aux habitants soient de bonne qualité. L'injurier était sévèrement puni, mais il devait agir au mieux des intérêts de la cité et de ses habitants, maintenir leurs privilèges et leurs libertés. Les décisions importantes étaient prises avec l'aide du Conseil après vote.
- le Conseil (Rat) formé de vingt membres, renouvelé par moitié chaque année, où, à côté des quatre Bürgermeister et des bourgeois, la noblesse avait sa représentation particulière. L'élection des nouveaux conseillers était faite par les anciens auxquels s'ajoutaient les maîtres de corporation (Zunftmeister ; on ne connaît pas le nombre exact de corporations au Moyen Âge), au nombre de huit représentants, dont on ignore le processus de désignation. La cooptation était donc en vigueur à Rosheim comme dans les autres villes alsaciennes à la fin du Moyen Âge. À noter que Rosheim accueillit la corporation des ménétriers jusqu'en 1434, date à laquelle le seigneur de Ribeaupierre obtint le patronage de la corporation dont le siège passa à Ribeauvillé (où se tient depuis la traditionnelle Fête des ménétriers).
- l'Assemblée des bourgeois de la ville (la Menige, dite le Klöpff car elle se réunissait au son de la cloche) dont les membres devaient chaque année prêter serment ; à cette occasion les citoyens promettaient de payer les taxes qu'imposera le bien public et de s'efforcer de vivre en bonne entente mutuelle. Cette assemblée était surtout consultée lors de situations d'exceptionnelle gravité, et ne réunissait pas tous les habitants, ceux-ci étant distingués entre bourgeois (Burger) et manants (Sassen) (l'administration étant très regardante sur le droit de bourgeoisie). Selon les statuts, les non-bourgeois, ou « manants », sont tenus d'entretenir leur maison et d'accourir en cas d'émeute. Les compagnons doivent être présentés au bourgmestre régent et ne peuvent être envoyés à la garde à moins d'être bourgeois et salariés. Les étrangers sont vus avec beaucoup de méfiance.

##### Défense et fortifications
Au XIVe siècle la structure urbaine s'organise en trois secteurs : Mittelstadt, ville du milieu où l'on trouve, outre Saint-Pierre, la Rathaus (maison du Conseil) ; Oberstadt, ville supérieure comprenant Saint-Étienne à l'ouest ; Niederstadt, ville inférieure à l'est. L'érection d'une enceinte était pour Rosheim d'une importance vitale tant pour sa sécurité que pour le maintien de son rang et de sa qualité. On ignore la chronologie exacte de la construction des murailles en pierre, il semble cependant que l'édification du rempart ceignant le noyau de la Mittelstadt ait précédé celle du rempart extérieur, englobant l'intégralité de l'agglomération. On peut supposer que la ville était définitivement fortifiée vers 1370 environ. La défense était assurée par les bourgeois eux-mêmes. Ils assuraient, sur les remparts et en ville, la garde, charge à laquelle ils ne pouvaient se dérober, le sergent de ville marquant d'une croix la porte de celui qu'il ne trouvait pas chez lui au moment de son tour de garde. L'entraînement au tir (arbalète puis arquebuse) était indispensable ; le terrain d'exercice (Schiessgraben) était situé à quelques pas des fortifications au nord de la ville. Rosheim n'a semble-t-il jamais requis l'emploi de soldats de métier pour sa défense.

##### Les «écorcheurs»
À la fin de la guerre de Cent Ans, alors qu'une accalmie se fait en France après la guerre entre Armagnacs et Bourguignons, des troupes françaises issues du parti armagnac, conduites par le dauphin de France, le futur Louis XI, chargé (contre rémunération des États ainsi débarrassés) de mener hors du royaume les bandes de « routiers », c'est-à-dire les compagnies d'armes laissées sans soldes et vivant de rapines, traversent la plaine d'Alsace depuis le sud pour lutter contre des bandes dites de Schinder (« écorcheurs ») mais en se payant sur l'habitant et en commettant de nombreux forfaits, gagnant eux-mêmes le triste surnom des « écorcheurs ». Ils occupent la ville, la plus petite et la plus vulnérable des dix villes impériales d'Alsace qui ne leur avait pas opposé de résistance, pendant un an, de 1444 au printemps 1445, et en font le quartier général de leurs expéditions dans la région, ce qui vaudra à Rosheim une longue inimitié de la part de la ville de Strasbourg.

##### La Guerre des paysans et l'essor duXVIesiècle
Les Rustauds de la révolte paysanne (Guerre des paysans) sont conduits entre autres par un ancien Schultheiss de la ville, Ittel Jörg, qui, en 1525, a échoué de peu dans sa tentative de s'emparer de la ville, grâce à l'entremise du rabbin Josselman. Le XVIe siècle est une période relativement prospère. Le système corporatif est bien développé. Les emblèmes des corporations de boulangers, tonneliers, agriculteurs, viticulteurs sont toujours représentés sur de nombreuses portes cochères et poteaux corniers.

### La guerre de Trente Ans et l'annexion au royaume de France
La guerre de Trente Ans (1618-1648), dans laquelle le Saint-Empire romain germanique se déchire et implose dans d'incessantes luttes à la fois confessionnelles et territoriales, a constitué la plus grande et la plus tragique épreuve qu'ait connue Rosheim, dont l'existence même fut un temps menacée. Cette période peut être considérée comme charnière dans l'histoire et l'évolution de la cité. Après cette guerre dont elle mettra des générations à se relever, Rosheim ne sera plus pour longtemps la fière cité indépendante de la fin du Moyen Âge.

#### Le sac de la ville par Mansfeld

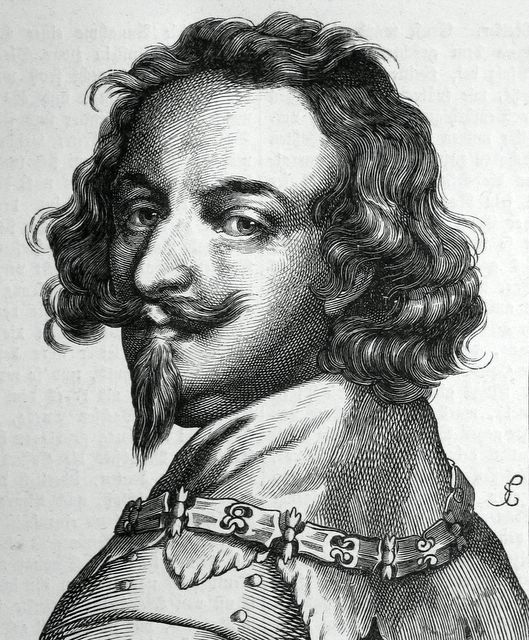
Ernest de Mansfeld.

La défenestration de Prague en 1618 déclenche les hostilités entre les catholiques de la Sainte Ligue conduite par le duc Maximilien Ier de Bavière et les protestants de l'Union évangélique dirigée par l'électeur palatin Frédéric V. Celui-ci, qui avait accepté la couronne royale de Bohême des mains des révoltés, est vaincu le 28 novembre 1620 à la bataille de la Montagne Blanche par les armées catholiques de l'empereur Ferdinand II menées par le général de Tilly. Les débris de l'armée insurrectionnelle se rassemblent derrière Ernest de Mansfeld et fuient vers le Palatinat, pourchassés par les troupes du général de Tilly, menaçant directement l'Alsace. Ernest de Mansfeld avait l'intention de se créer un domaine sur les possessions des Habsbourg en Alsace incluant les dix villes impériales. La menace est vite concrétisée : Lauterbourg, ville épiscopale, est prise le 28 novembre 1621, Haguenau, capitale politique de la Décapole, est rançonnée le 3 décembre, et occupée le 30. Le 15 janvier 1622, Ernest de Mansfeld exige le prêt de 100 000 florins par la ville de Rosheim pour lui éviter d'être brûlée, mais Rosheim, sur le conseil des interlocuteurs sollicités à Strasbourg, ne donne pas suite et Ernest de Mansfeld doit retourner dans le Palatinat. L'administration impériale profite de l'absence d'Ernest de Mansfeld pour installer une garnison dans la cité (deux compagnies de fantassins pendant dix semaines, une de cavaliers pendant quatre semaines) qui se retire peu avant le retour d'Ernest de Mansfeld fin juin, après la bataille de Höchst. Celui-ci revient en effet à Haguenau le 1er juillet 1622 accompagné de l'électeur palatin Frédéric V, du duc Christian de Brunswick et d'une troupe de 30 000 hommes affamés. Le 2 juillet, ils installent leur quartier général à Eckbolsheim et menacent directement Obernai devant laquelle ils se trouvent le 4. Obernai capitule le 7 juillet après trois jours et trois nuits de violents combats.
Si Obernai est la première cible des protestants, Rosheim est sollicitée simultanément, et malgré l'appel à l'aide à la ville de Strasbourg, elle ne peut que constater la présence sous ses murs à l'aube du 8 juillet 1622 d'Ernest de Mansfeld, de Frédéric V et de toute l'artillerie de leur armée. Alors que les différents partis semblaient aboutir à un accord, les soldats d'Ernest de Mansfeld font irruption dans la ville sous prétexte d'escarmouches avec des bourgeois et en massacrent environ 150 sans compter les femmes et les enfants. La ville fut de surcroît bombardée par 84 boulets de gros calibre, intensité motivée par les injures qu'auraient proférées des habitants à l'encontre des chefs de l'armée protestante (le « vagabond » Frédéric, le « bâtard » Mansfeld). Enfin la troupe d'Ernest de Mansfeld se livra au pillage systématique de la cité et incendia une quarantaine de maisons. Rosheim sortit ruinée de cette journée. Profondément traumatisée, elle dut néanmoins héberger les années qui suivirent (1625, 1628) plusieurs corps militaires des Impériaux dont les séjours lui coûtèrent très cher et l'endettèrent à un niveau exceptionnel alors même que la population, nobles, bourgeois et manants, sombraient dans la misère.

#### L'occupation suédoise
En janvier 1631 le roi de Suède Gustave II Adolphe (parti protestant) obtient l'aide financière de la France au traité de Bärwald. Le 17 septembre 1631 il défait l'armée impériale de Tilly à la bataille de Breitenfeld, infligeant son premier grand revers au parti catholique. Pendant ce temps, Rosheim, outre le versement d'une contribution financière pour les frais de guerre à l'autorité impériale, doit accueillir pendant plus d'un mois (fin décembre 1631-février 1632) un millier de cavaliers francophones relevant du duc Charles de Lorraine qui sert l'Empereur. En juin 1632, Strasbourg paraphe son alliance avec la Suède pendant que l'Alsace est traversée par de grands mouvements de troupes. Face à l'insécurité Rosheim met en place avec Obernai et le bailli épiscopal de Bischoffsheim une police armée chargée de parer aux brigands de grand chemin et aux cavaliers débandés. Le 31 août, le général Gustave Horn et le rhingrave Othon-Louis, au service de la Suède, visitent Strasbourg en amis, puis ils mettent le cap les jours suivants sur Niedernai qui est pillée et occupée. Le 6 septembre 1632 Obernai est prise après une courte résistance, puis, le même jour, Rosheim se rend sans résistance, ne possédant plus de cantonnements impériaux, ne pouvant plus compter sur l'aide d'Obernai, et souffrant enfin de l'absence de la majeure partie de la population qui avait fui notamment en Lorraine. Rosheim, qui prête officiellement serment le 4 juillet 1633, est suédoise jusqu'en 1634 et l'intervention de la France dans la guerre. Elle est occupée par une garnison française sous autorité suédoise du 27 octobre 1632 jusqu'en mai 1633 dont le comportement ne fait que l'appauvrir davantage, si bien que la ville est sans ressource et la population réduite à l'état de mendicité. Une épidémie de peste fait des ravages de juin à décembre. En août et en novembre 1633, Rosheim se fait piller d'abord par mille cavaliers à la solde d'Othon-Louis, puis vider par les soldats du comte palatin Christian von Birckenfeld, et en décembre elle sert de point de ralliement aux recrues des régiments à cheval d'Othon-Louis auxquels elle doit fournir les quartiers. La situation de la ville atteint un seuil critique en juin 1634 lorsqu'elle n'est plus en mesure de payer les contributions suédoises. Mais le 6 septembre 1634 la Suède est totalement vaincue à la bataille de Nördlingen et le 9 octobre, un traité conclu à Strasbourg entre la France et le représentant suédois stipule que toutes les places occupées par les Suédois doivent passer à la France qui leur garantira les droits et privilèges ainsi que leur retour à l'Empire lorsque la guerre sera terminée...

#### La période noire
En mai 1635, le représentant français provoque l'indignation de Strasbourg en remplaçant les sauvegardes suédoises à Rosheim par des françaises et en forçant le bourgmestre à prêter serment à la France. Le traité de Saint-Germain, en octobre 1635, qui engage Louis XIII à fournir au duc Bernard de Saxe-Weimar commandant les armées suédoises et protestantes d'Allemagne les moyens d'entretenir 18 000 hommes contre les Impériaux ainsi que les droits et possessions des Habsbourg en Alsace à titre personnel (dont le grand bailliage de Haguenau duquel dépendent les dix villes impériales), marque le début de la période la plus noire pour l'ensemble de la région qui redevient un champ de bataille. À Rosheim, les habitants vont jusqu'à laisser leurs terres incultes deux années de suite (1636-1638) espérant faire périr les garnisons françaises et suédoises qui transitaient et occupaient la cité. La ville est alors sur le point de péricliter.

#### Le traité de Westphalie
La mort de Bernard de Saxe-Weimar le 18 juillet 1639 pousse son armée à se vendre au roi de France qui prend possession de l'Alsace en octobre. Un des régiments de Turenne est cantonné à Rosheim en 1644. La ville du fait de sa ruine n'est pas en mesure d'envoyer une délégation aux négociations de paix d'Osnabrück et de Münster, et accorde les pleins pouvoirs au Syndic de Colmar Jean Balthasar Schneider en 1646. Le 24 octobre 1648 est signé le traité de Westphalie qui met fin à la guerre, mais reste très ambigu sur la situation des dix villes impériales. En effet les articles 75 et 76 stipulent qu'elles sont cédées à la couronne de France par la maison de Habsbourg, mais l'article 89 garantit leur immédiateté d'Empire avec une clause spécifiant que « cependant cette déclaration d'immédiateté impériale ne doit pas porter préjudice aux droits souverains acquis par le roi de France. »

#### L'annexion à la France
L'incertitude entretenue par les termes du traité de Westphalie pousse Rosheim à demander le 30 mai 1651 à l'empereur Ferdinand III le renouvellement des anciens privilèges violés durant la guerre. En 1652, la ville doit encore subir des troubles et constituer des milices contre les ravages que causent les troupes du duc de Lorraine dans la région. La même année, le Conseil envoie le bourgmestre comme député à la diète de Ratisbonne. En 1662, les dix villes impériales jurent fidélité au roi de France tout en comptant sur l'intervention de l'empereur pour faire respecter leur immédiateté d'Empire. En 1679, la signature du traité de Nimègue met fin à l'indépendance de Rosheim qui passe à la France en même temps que les autres villes de la Décapole. En 1693, on compte environ 1393 habitants.

### Héraldique
| Blason de Rosheim | Blason  | D'argent à la rose de gueules boutonnée d'or et pointée de sinople. |
| Blason de Rosheim | Détails | Armes parlantes (On retrouve la rose dans le nom de la commune). D'un rouge boutonnés d'or et aux sépales verts, la rose à cinq pétales de Rosheim ferait allusion à son nom qui représente une rose. |

## Politique et administration

### Jumelages
La ville de Rosheim est jumelée avec :
- Kappelrodeck (Allemagne) depuis le 9 octobre 1994.

## Démographie
L'évolution du nombre d'habitants est connue à travers les recensements de la population effectués dans la commune depuis 1793. Pour les communes de moins de 10 000 habitants, une enquête de recensement portant sur toute la population est réalisée tous les cinq ans, les populations de référence des années intermédiaires étant quant à elles estimées par interpolation ou extrapolation. Pour la commune, le premier recensement exhaustif entrant dans le cadre du nouveau dispositif a été réalisé en 2007.

En 2022, la commune comptait 5 409 habitants, en évolution de +6,41 % par rapport à 2016 (Bas-Rhin : +3,17 %, France hors Mayotte : +2,11 %).
| 1793  | 1800  | 1806  | 1821  | 1831  | 1836  | 1841  | 1846  | 1851  |
| ----- | ----- | ----- | ----- | ----- | ----- | ----- | ----- | ----- |
| 3 135 | 3 355 | 3 643 | 3 646 | 3 772 | 3 795 | 3 502 | 3 832 | 3 971 |

| 1856  | 1861  | 1866  | 1871  | 1875  | 1880  | 1885  | 1890  | 1895  |
| ----- | ----- | ----- | ----- | ----- | ----- | ----- | ----- | ----- |
| 3 931 | 3 910 | 3 948 | 3 724 | 3 569 | 3 602 | 3 481 | 3 264 | 3 128 |

| 1900  | 1905  | 1910  | 1921  | 1926  | 1931  | 1936  | 1946  | 1954  |
| ----- | ----- | ----- | ----- | ----- | ----- | ----- | ----- | ----- |
| 3 128 | 3 169 | 3 062 | 2 666 | 2 679 | 2 753 | 2 744 | 2 715 | 2 726 |

| 1962  | 1968  | 1975  | 1982  | 1990  | 1999  | 2006  | 2007  | 2012  |
| ----- | ----- | ----- | ----- | ----- | ----- | ----- | ----- | ----- |
| 3 004 | 3 291 | 3 499 | 3 766 | 4 016 | 4 548 | 4 708 | 4 721 | 4 891 |

| 2017  | 2022  | - | - | - | - | - | - | - |
| ----- | ----- | - | - | - | - | - | - | - |
| 5 149 | 5 409 | - | - | - | - | - | - | - |

## Économie
- Zone d'activités du Rosenmeer (entrée de ville ouest), créée à la fin des années 1990 et divisée par la route D 35 en deux zones : zone nord (Jardins Issler, Carromec, Opel, etc.) et zone sud (Steelcase, Laser Alsace Production, Gueydon, etc.).
- Zone d'activités du Rappenhoffen (en direction de Bischoffsheim). Elle comprend notamment les entreprises VOB (fenêtres, isolation) et Proto-Electronics, et la Maison des artisans.
- Zone d'activités du Neuland, ouverte dans les années 1990, comprenant le Centre de première intervention et les Ateliers municipaux, ainsi que des PME (informatique, emploi temporaire, pompes funèbres).
- Viticulture. Rosheim est connue pour ses nombreux viticulteurs exploitant les coteaux alentour (Westerberg et Fleckstein).

## Patrimoine

### Patrimoine religieux
- Église Saint-Pierre-et-Saint-Paul[51],[52],[53],[54] (la dédicace à Paul date du XVIIe siècle) : construite entre 1145 et 1167, elle succède à un édifice détruit par un incendie en 1132 duquel a été conservée la base de la tour-chœur dans le plan de l'église actuelle (à la place de ce qui aurait dû être l'absidiole sud). La construction de celle-ci correspond à l'époque où les Hohenstaufen se sont activement impliqués dans les affaires de la ville. L'église Saints-Pierre-et-Paul de Rosheim est considérée comme l'une des plus belles églises romanes d'Alsace, la première où apparaît la sculpture en ronde-bosse. Elle est construite en grès jaune de Westhoffen suivant le plan typique des églises rhénanes de l'époque : la nef et ses deux bas-côtés forment avec le transept une croix latine orientée est-ouest et dont la croisée est surmontée d'un clocher octogonal. Ce clocher, pour partie en grès rose, est postérieur au reste de l'église, il date du XIVe siècle. Il remplace un clocher, achevé en 1286 seulement, qui disparut en 1385 dans un incendie qui ravagea la ville. Le clocher actuel, à l'intérieur duquel on trouve les traces de la foudre qui le frappa en 1572, servit notamment, flanqué sur la face est d'une échauguette, de poste de guet jusqu'en 1760. Près du clocher sur le toit de la nef, on distingue deux sculptures en ronde bosse : l'une au sud-ouest représente selon certains un mendiant, pour d'autres un seigneur tenant une sébile ; celle au nord-est représente un ermite portant un manteau agrafé sur l'épaule et qui se tient le bout de la barbe. De nombreux bas-reliefs ornent les murs de la nef et du chevet. À l'intérieur, les chapiteaux sont massifs et placés assez bas, ils représentent des motifs géométriques, des feuilles d'acanthe, le plus remarquable représente 21 visages humains, tous différents les uns des autres, aux pommettes saillantes et aux arcades sourcilières en V.

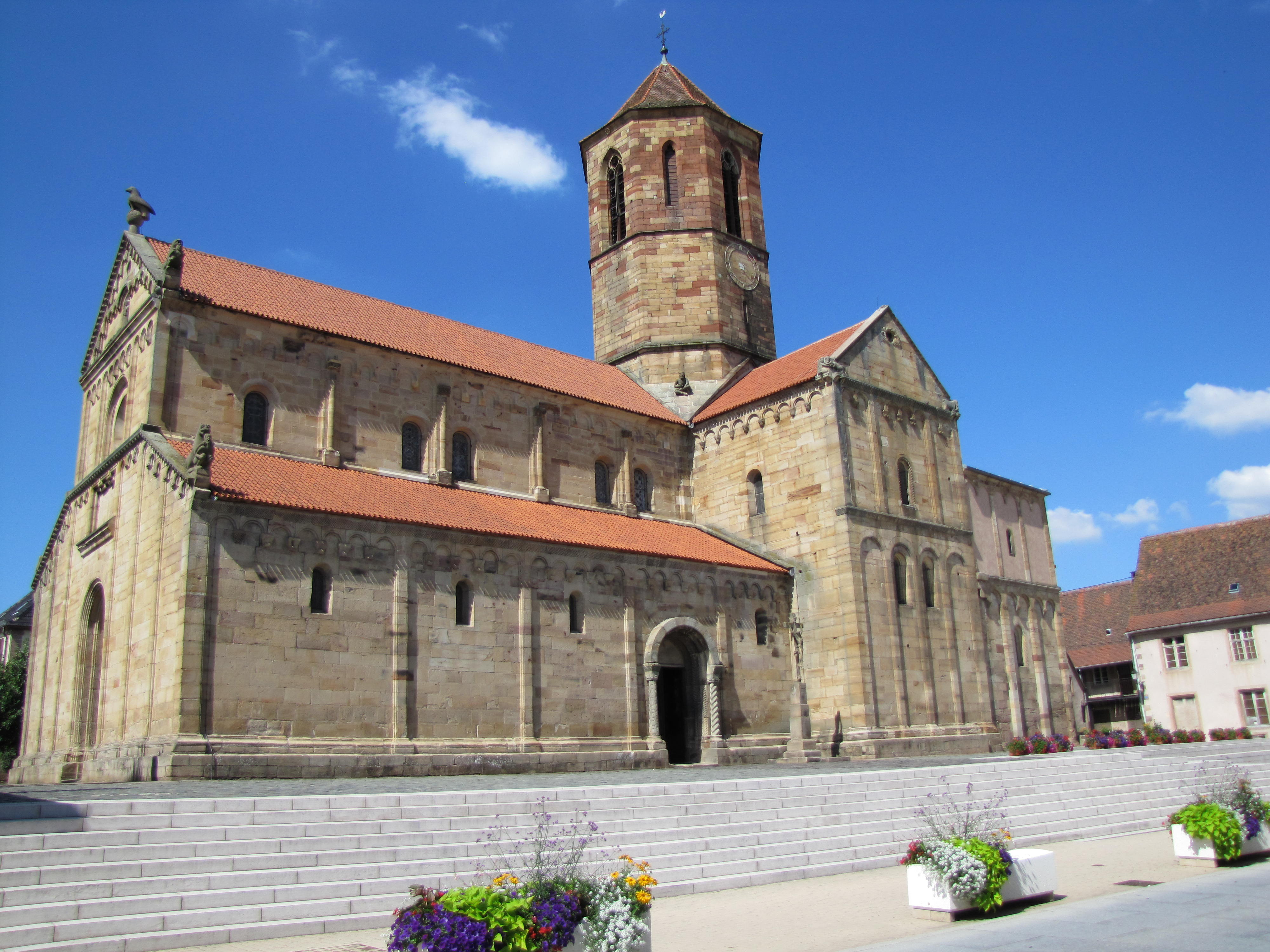
Vue du côté sud.
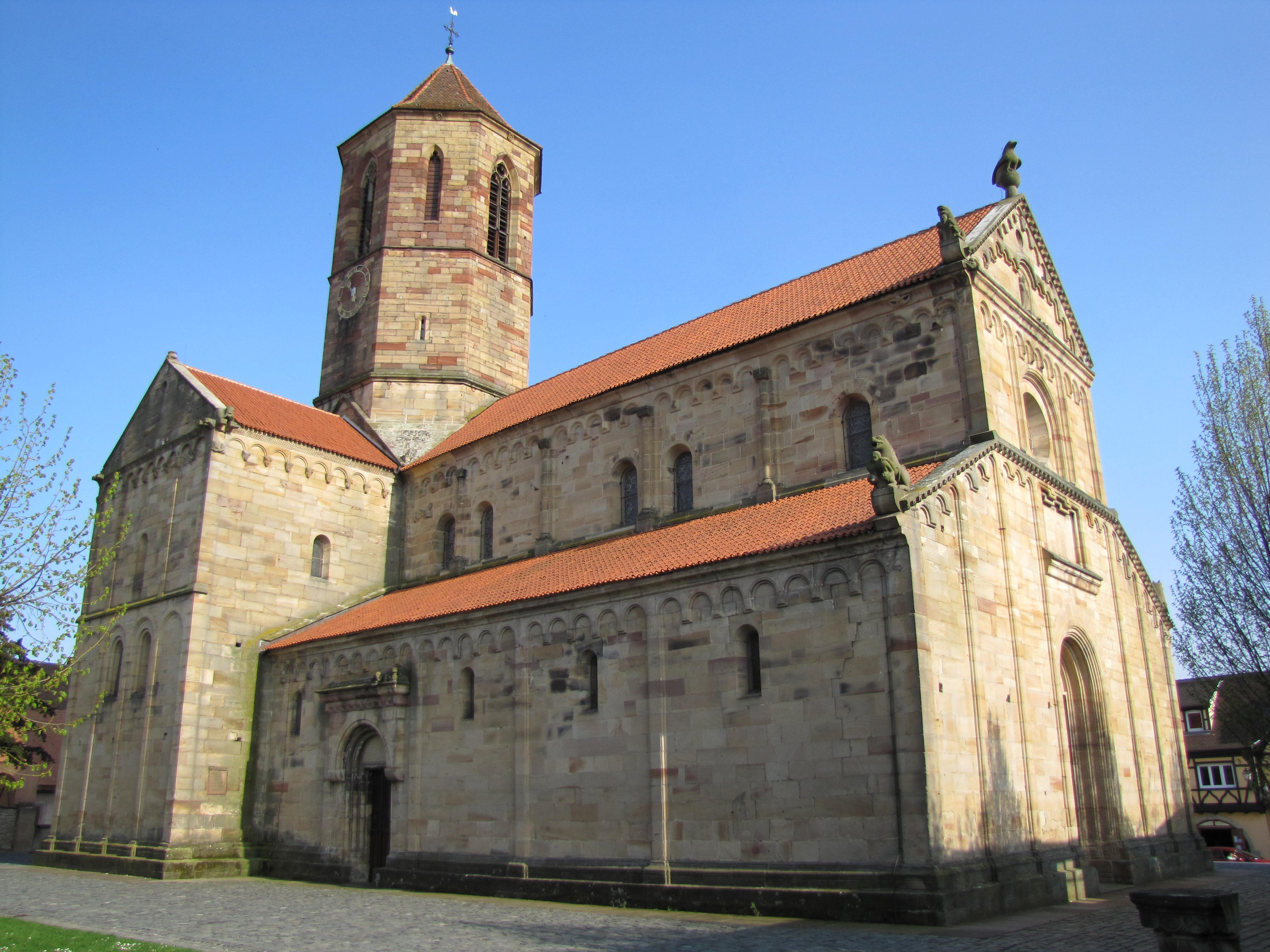
Vue du côté nord.
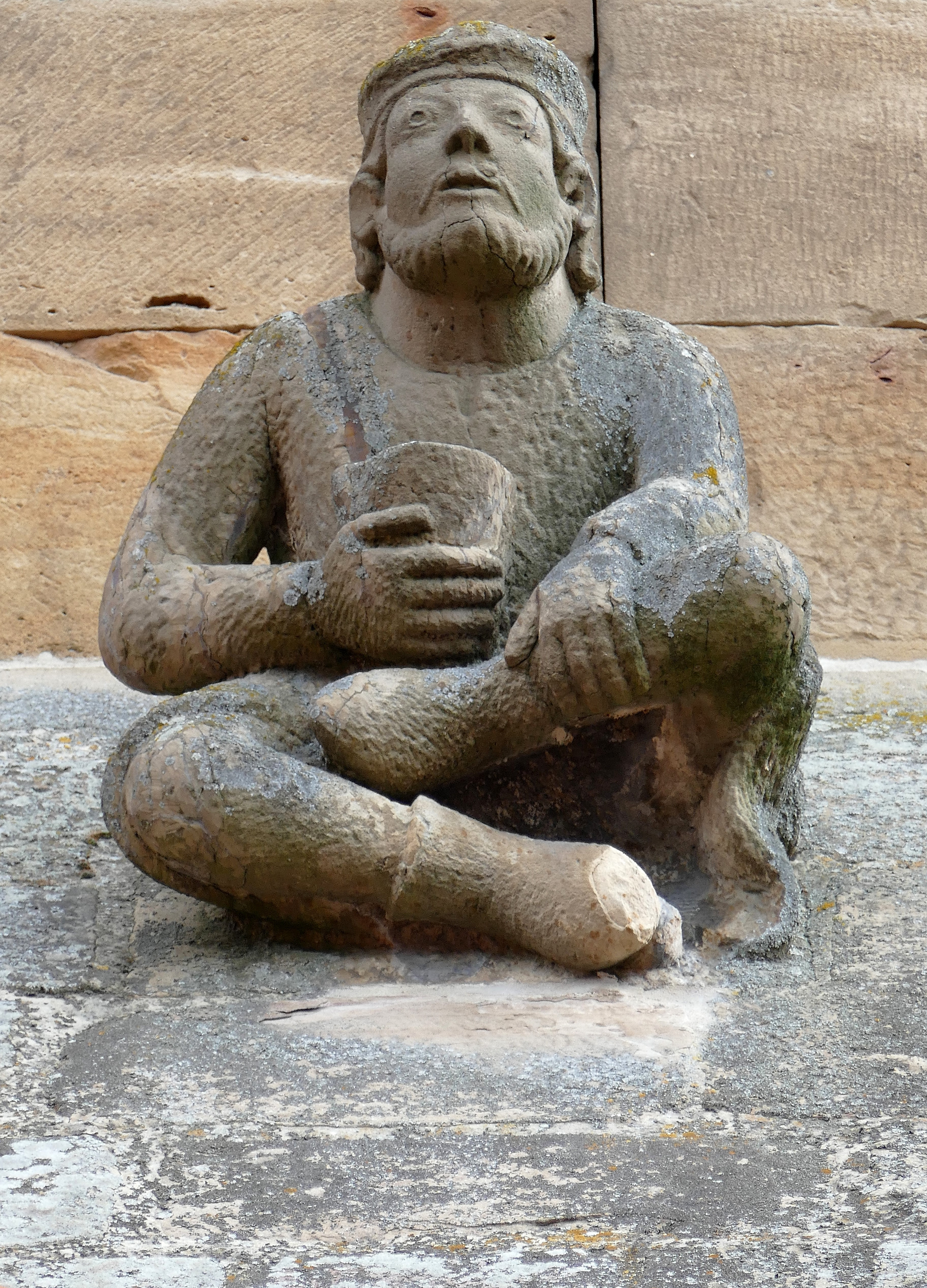
Le mendiant sur le toit de l'église.
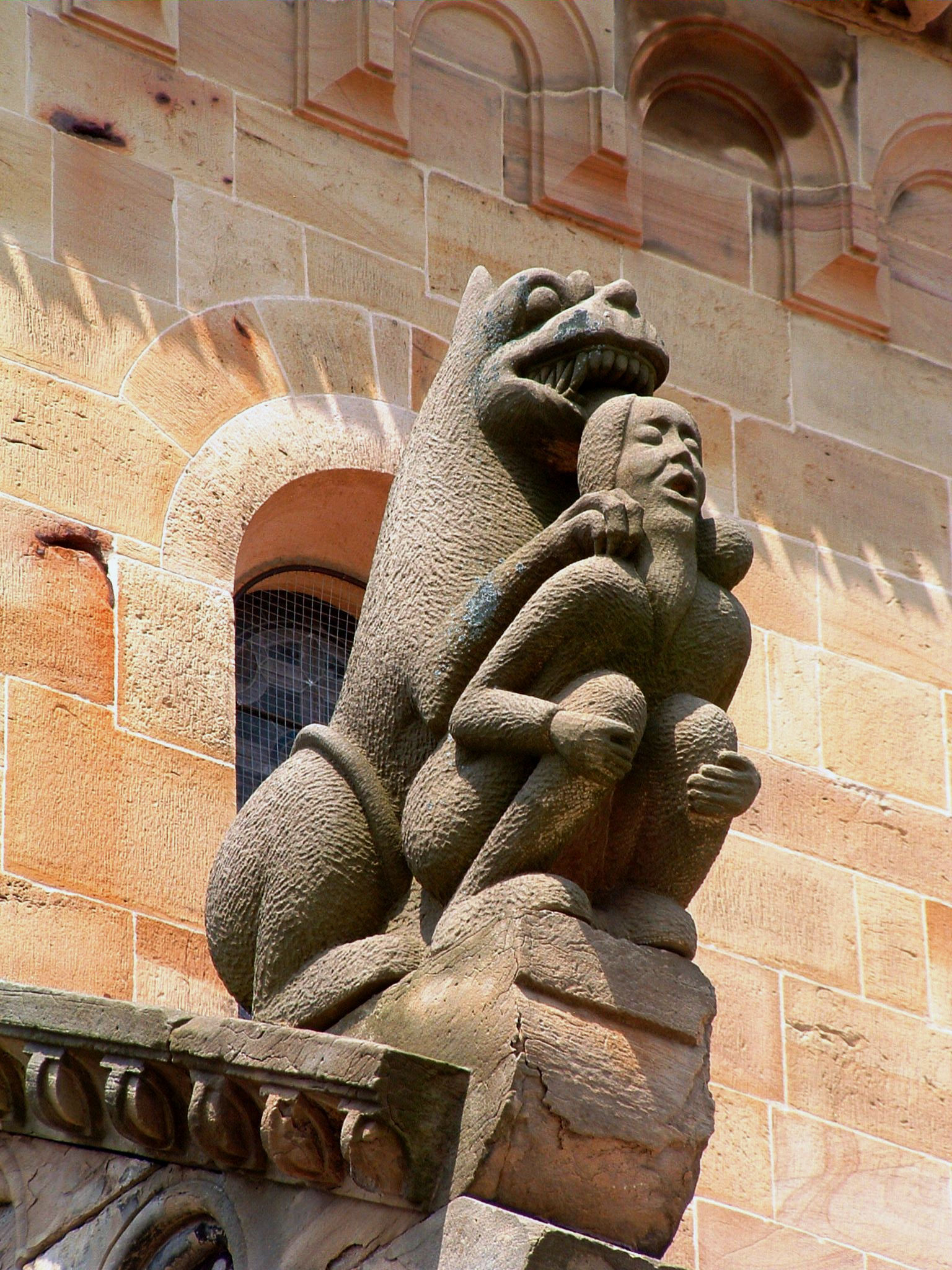
Monstre surmontant un homme.
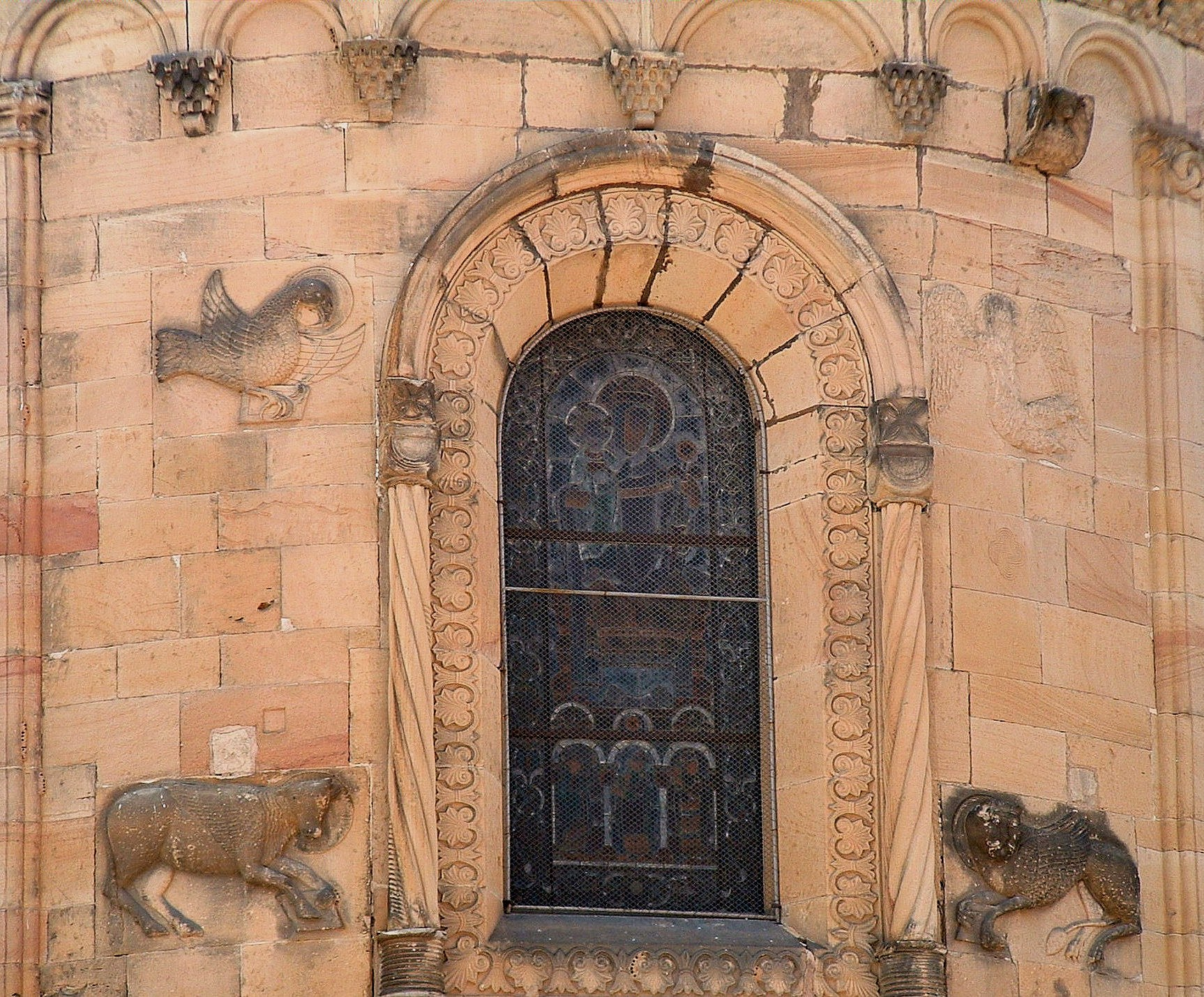
Sculptures du chevet roman.
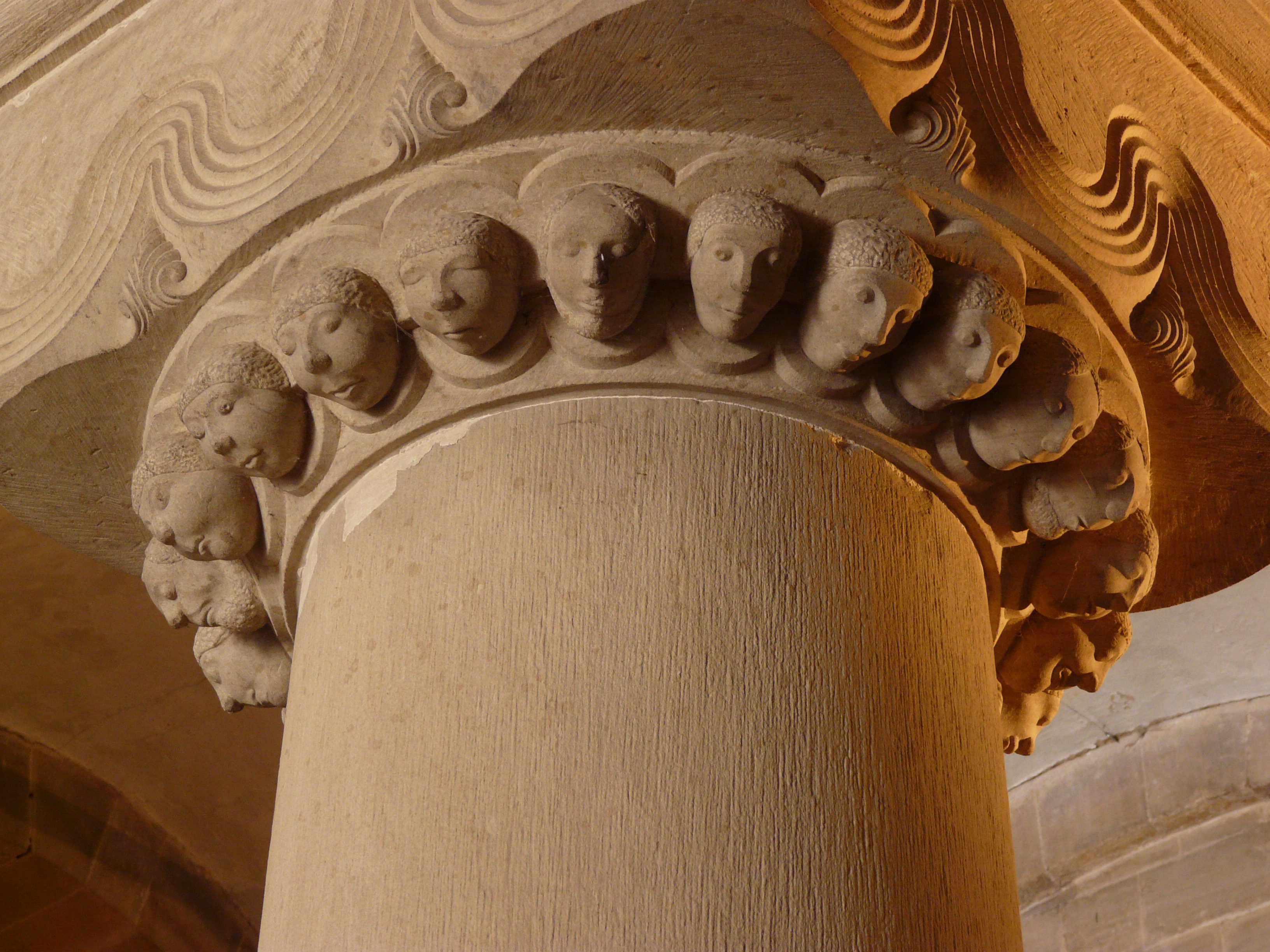
Chapiteau aux têtes.

- Église Saint-Étienne[55] (1785), travaux dirigés par Nicolas-Alexandre Salins dit de Montfort.

- Monastère Notre-Dame-du-Sacré-Cœur, communauté de bénédictines du Saint Sacrement fondée le 15 octobre 1862 par douze moniales originaires du monastère lorrain de Saint-Nicolas-de-Port. Elles vivent ici selon la règle de saint Benoît et le charisme de leur fondatrice au XVIIe siècle, Catherine de Bar. « Bénédictines du Saint Sacrement ».
- Synagogue[56] construite en 1884, de style néoroman d'après les plans de l'architecte Brion. La dernière cérémonie s'y est déroulée en 1972.
- Chapelle Notre-Dame-du-bon-Secours[57] (Mariahilf), mentionnée dès 1688, située à l'intersection de la route de Bœrsch et de Grendelbruch. elle est dotée d'un retable offert par l'artiste peintre rosheimois Louis Wagner (1918-1981).
- Chapelle Notre-Dame-des-Sept-Douleurs au Bruderberg, construite vers 1471.
- Chapelle moderne au Brudenberg.

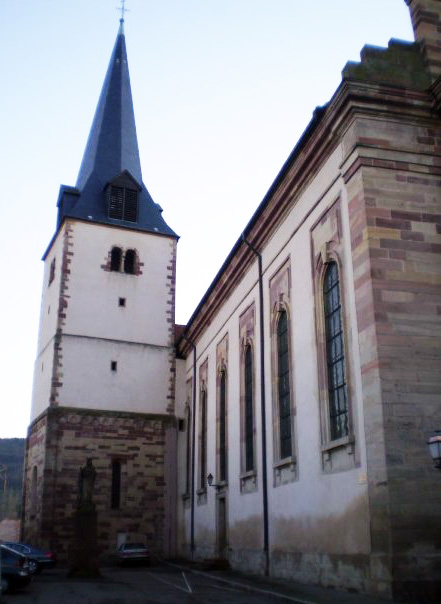
Église Saint-Étienne, clocher roman et du flanc est de la nef.
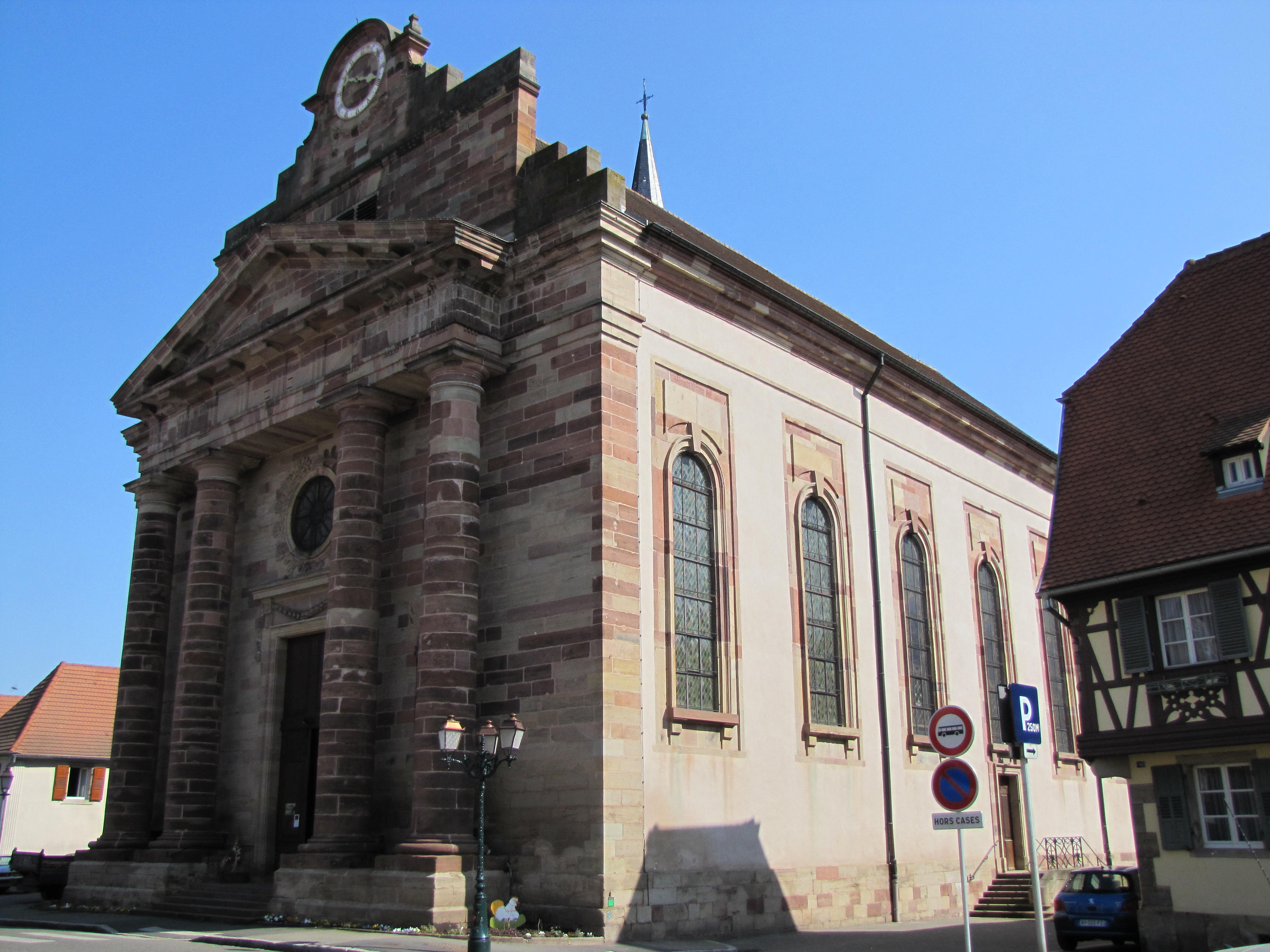
Église Saint-Étienne, façade néo-classique.
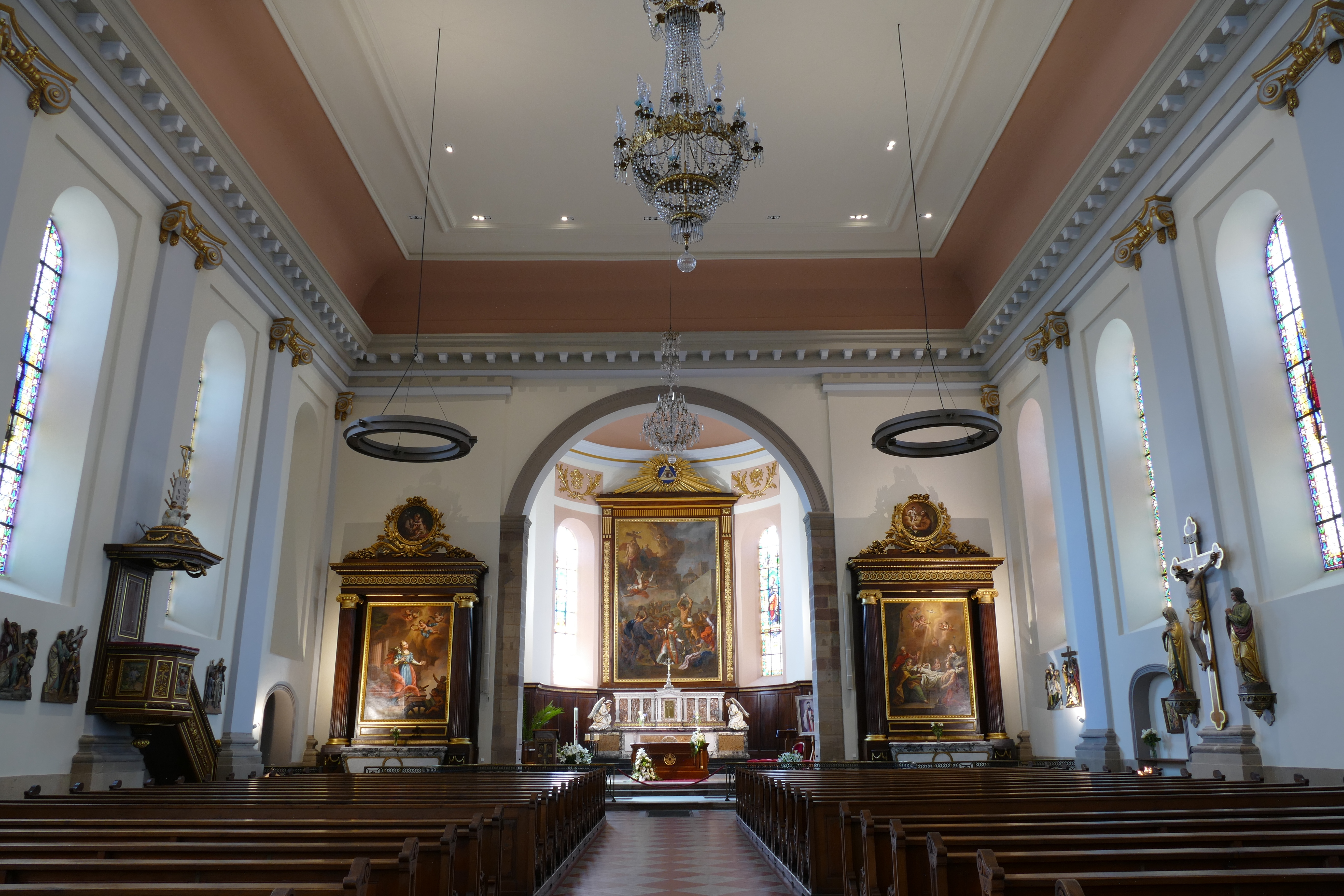
Vue intérieure de la nef vers le chœur.
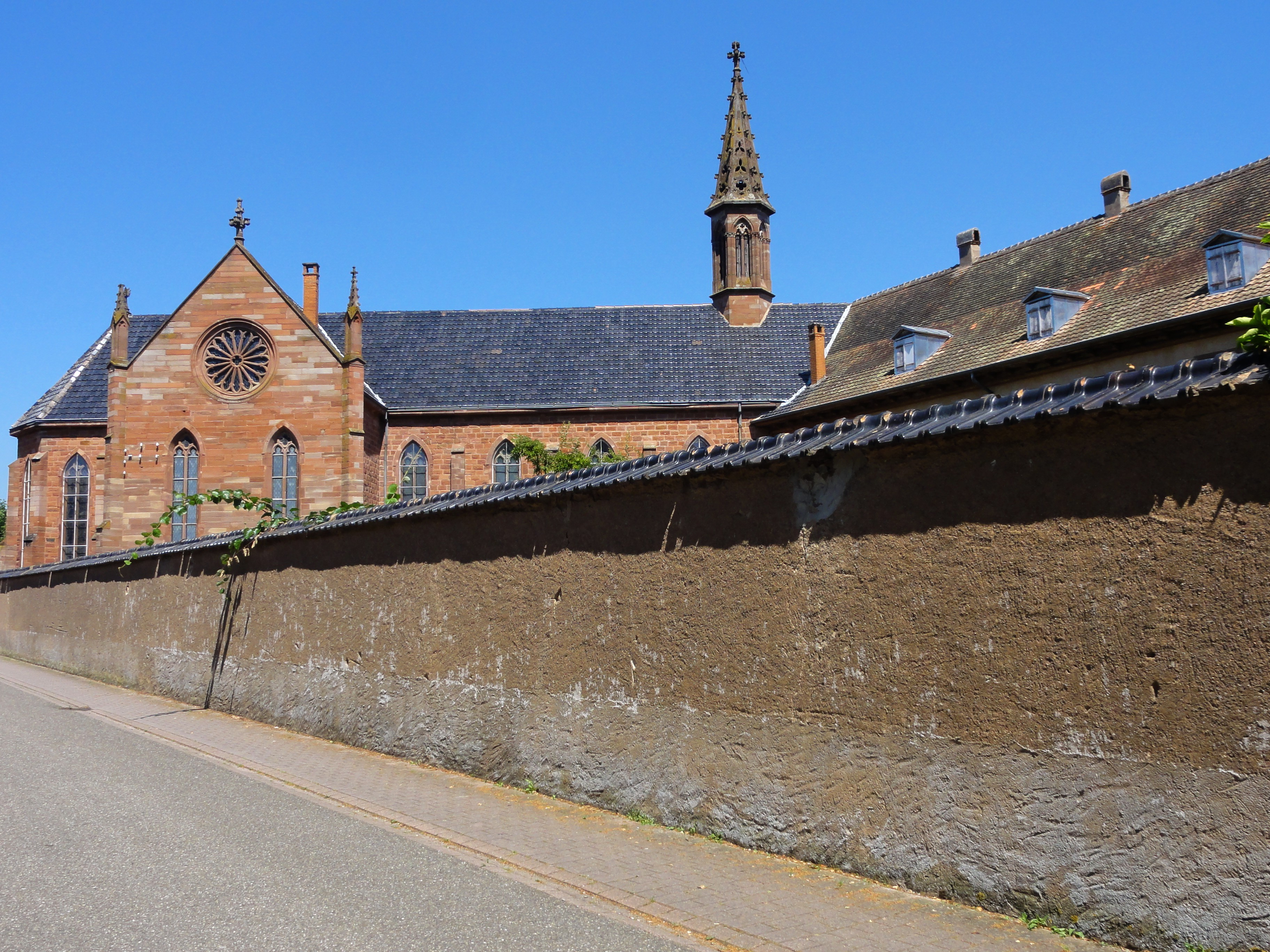
Couvent de bénédictines de l'Adoration Perpétuelle du Saint-Sacrement.
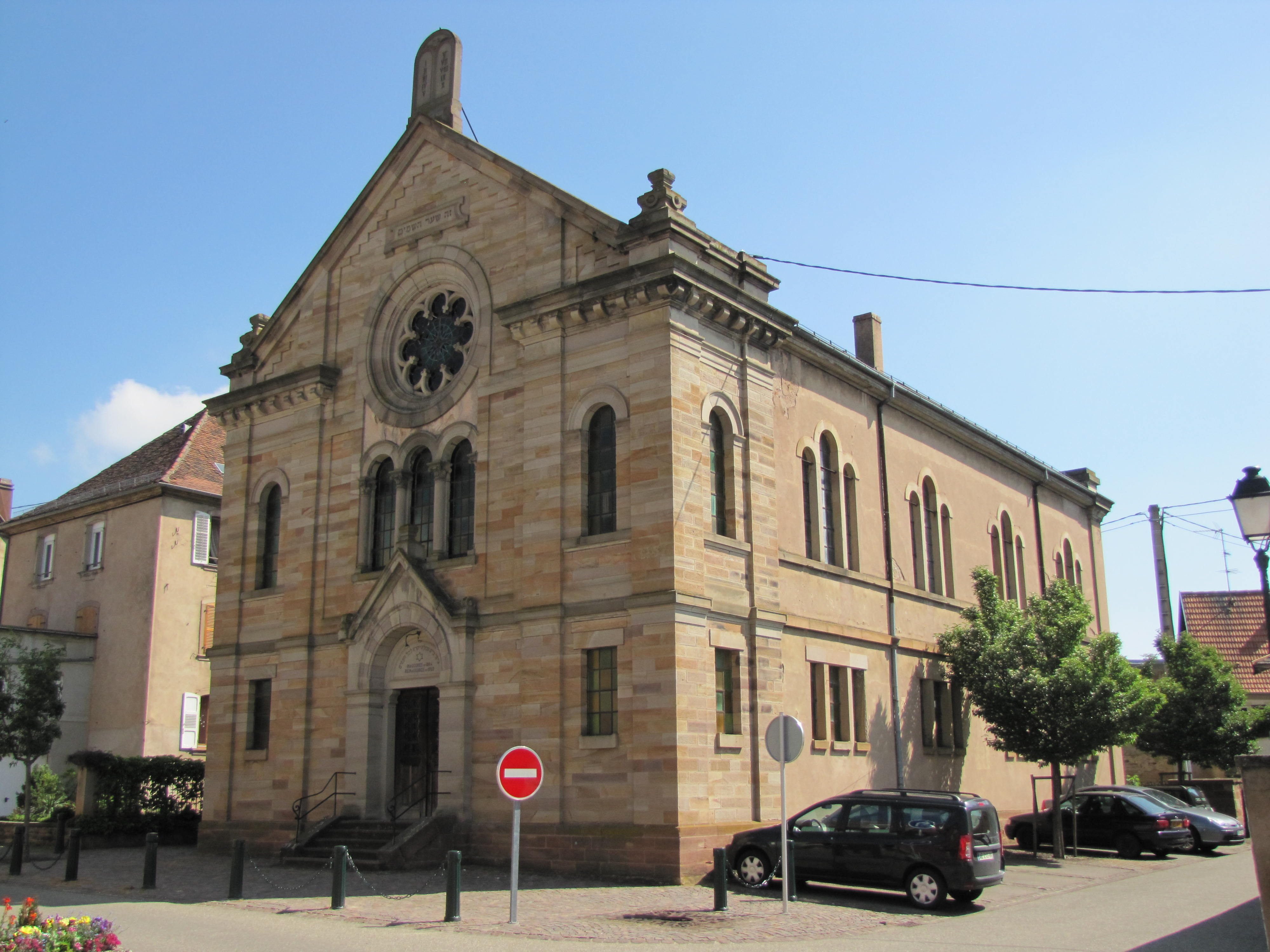
Synagogue de Rosheim.
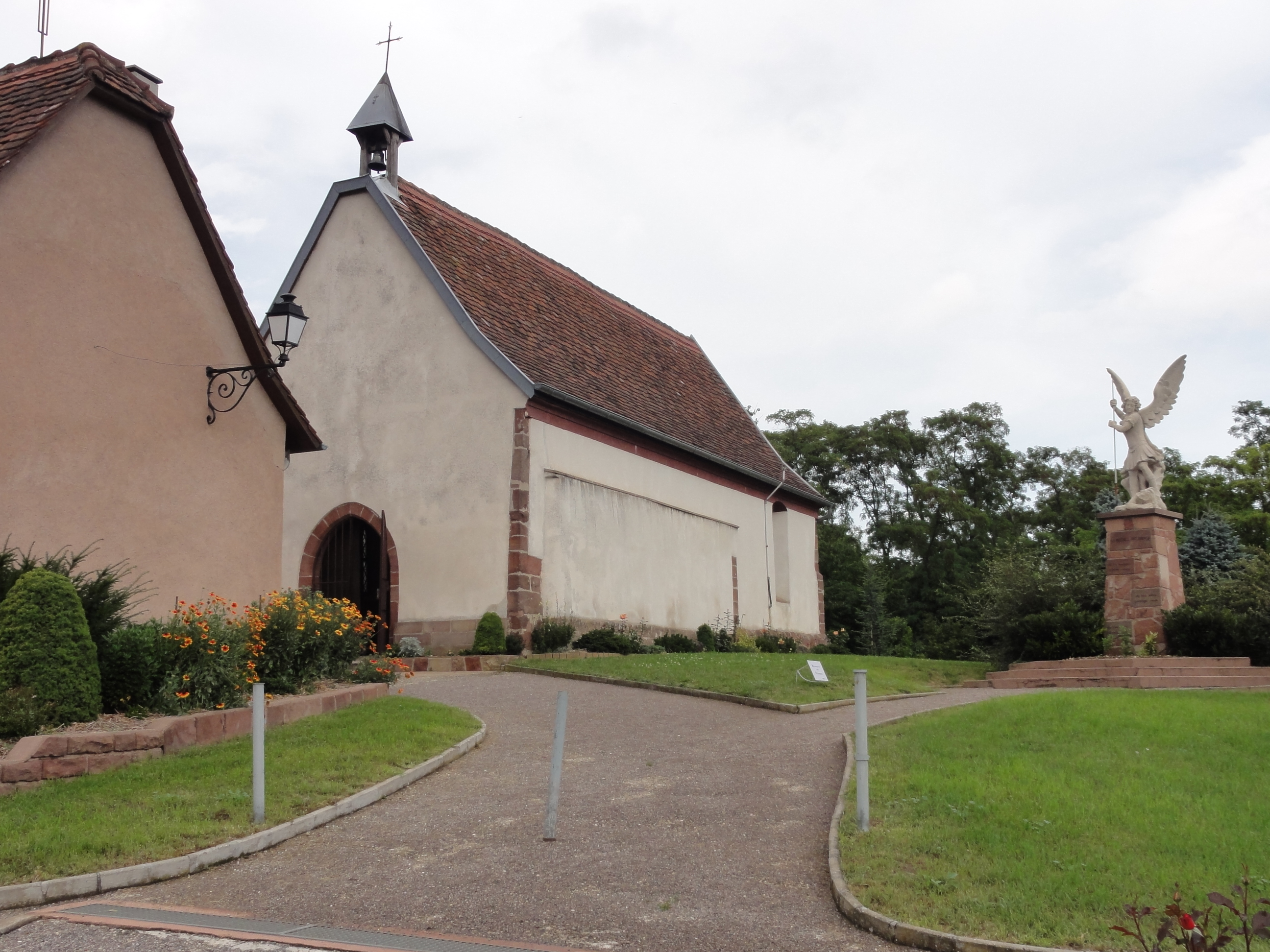
Bruderberg, Chapelle Notre-Dame-des-Sept-Douleurs.

### Patrimoine civil
- Le Meyerhof, imposant Palais d’empire, ancienne dépendance de Hohenbourg construit vers 1150 au cœur du centre historique et bordant l’église Saints-Pierre-et-Paul. Le Meyerhof était le plus grand ensemble civil roman d’Alsace. Il occupait à lui seul 10 % du Mittelstadt, centre historique de Rosheim. Détruit en grande partie en 2018, on a la "chance" de pouvoir encore admirer aujourd’hui des restes de ce bâtiment remarquable dans la construction pastiche qui le remplace.
- Maison romane[58], improprement dite « païenne », considérée comme la plus ancienne construction civile d'Alsace. Elle est située entre les numéros 21 et 23 de la rue du Général-de-Gaulle. Bâtie entièrement en pierres au milieu du XIIe siècle (1152), elle est contemporaine de l'implication des Hohenstaufen dans le développement de la ville. À l'origine entourée d'une cour et selon toute vraisemblance d'une palissade, dressée comme un petit donjon carré auquel on accédait par l'étage uniquement grâce à un escalier amovible (la porte au rez-de-chaussée a été percée beaucoup plus tard), elle devait certainement jouer un rôle dans le système défensif de Rosheim avant que le bourg n'acquiert le statut de ville et édifie son nouveau rempart urbain au XIVe siècle. Elle contrôlait en effet la marge ouest de la ville haute (paroisse Saint-Étienne). Elle possède des latrines extérieures. Elle a bénéficié d'une belle restauration en 2003/04 et servira prochainement de musée dans le cadre de la route romane d'Alsace.
- Hôtel de ville[59], construit entre 1759 et 1762 par l'architecte Fresson à la demande du conseil municipal. La clef de la porte fenêtre du second étage porte la date de 1775. Un projet de réaménagement est présenté par l'architecte Antoine Ringeisen en 1841. En 1885, le bâtiment est doublé en longueur par le tribunal de bailliage. À côté du puits dit Sechseimerbrunnen[60].

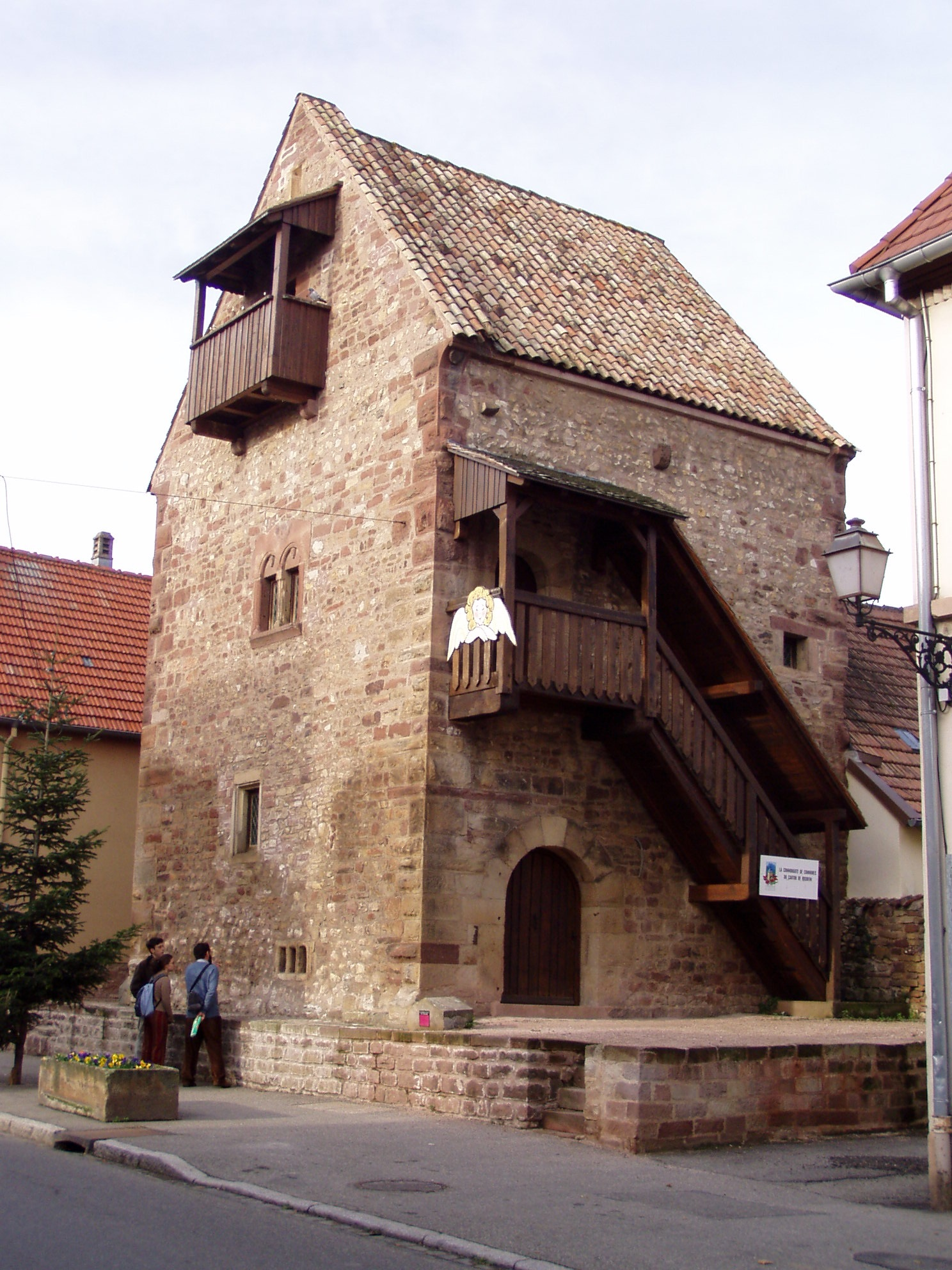
Maison romane.
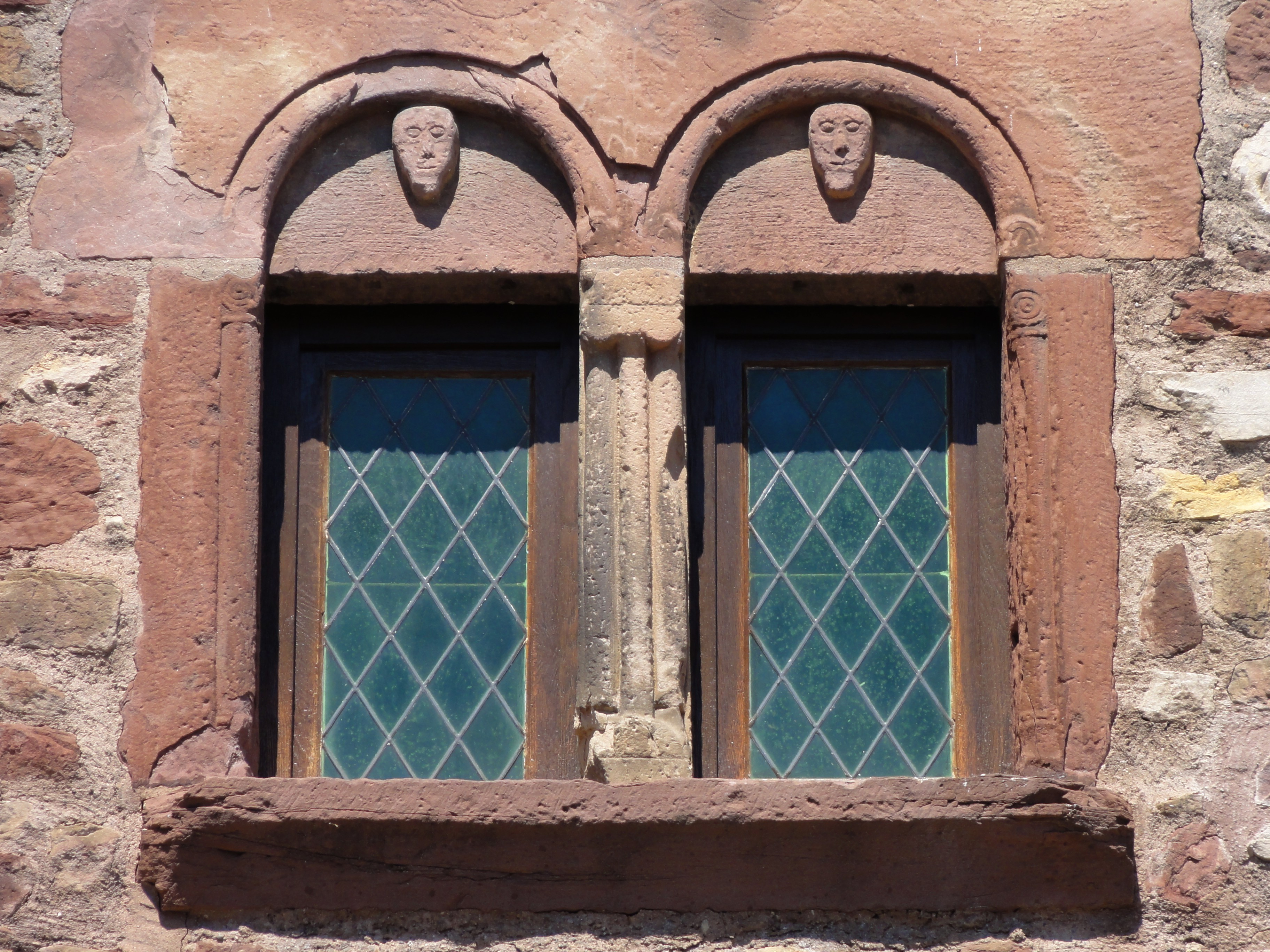
Fenêtres de la maison romane.
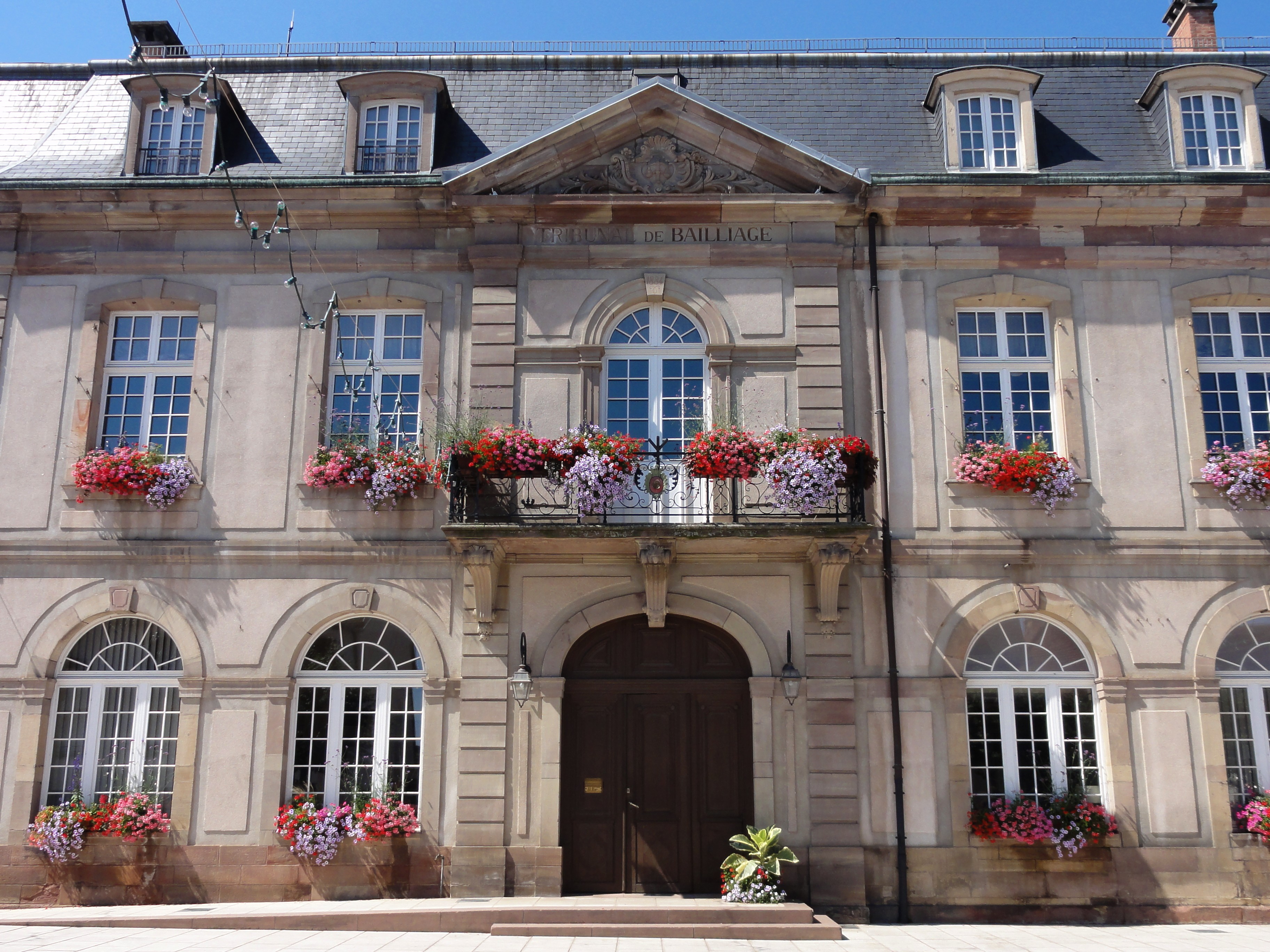
Façade de l'hôtel de ville.
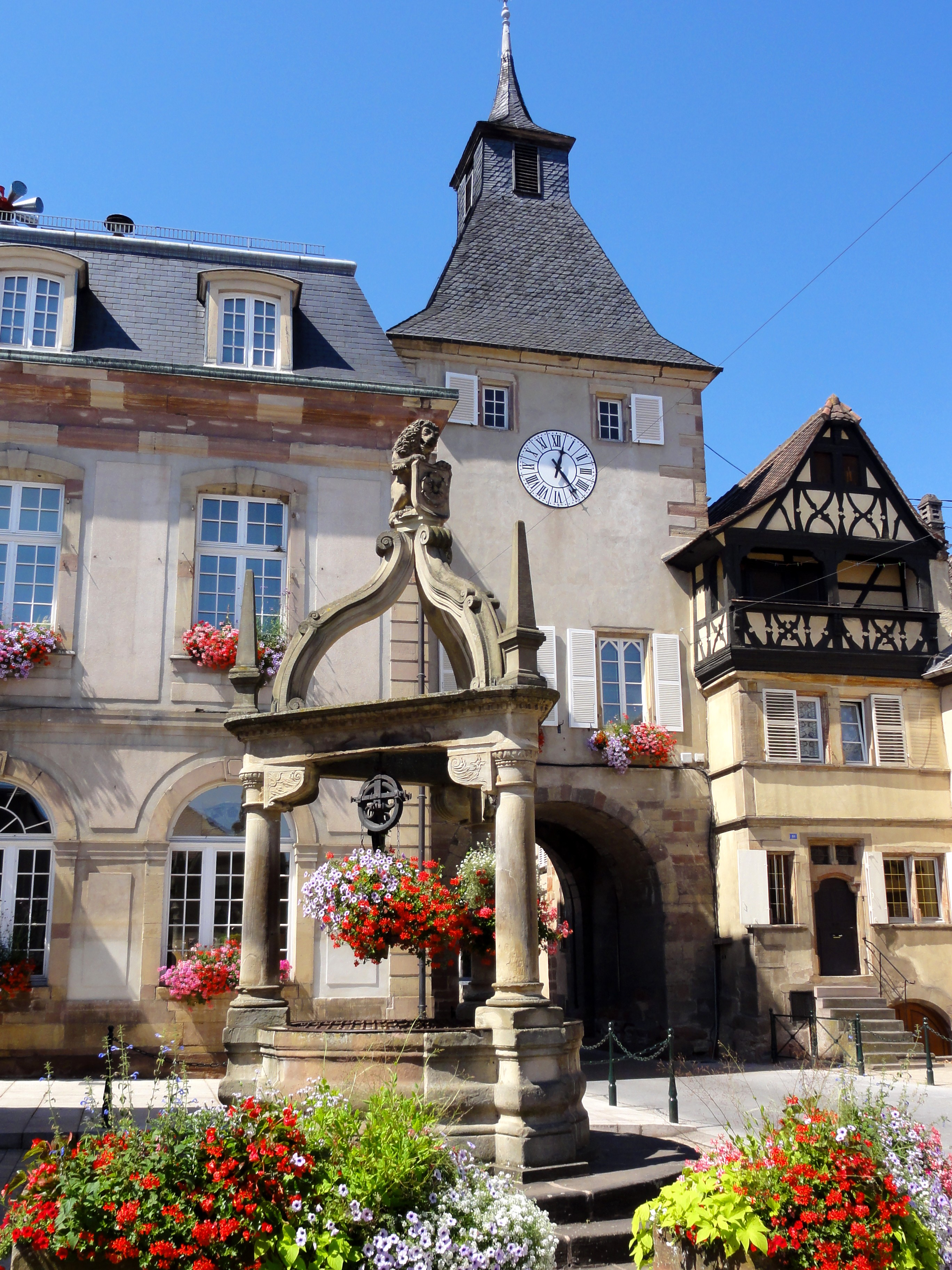
Puits à six seaux (1605).

- Maisons remarquables

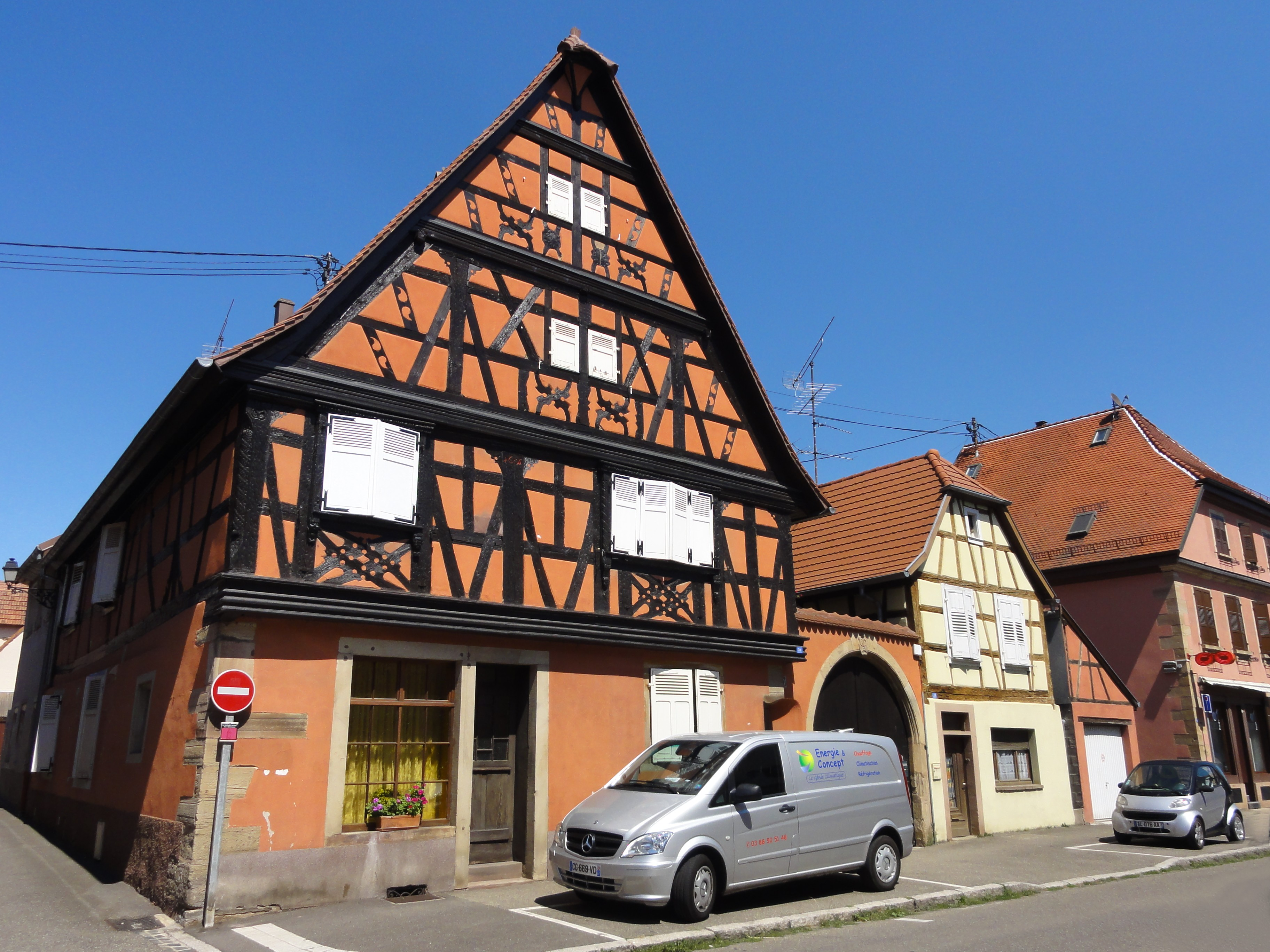
Maison de boulanger (XVIe-XVIIe), 31 rue du Général-de-Gaulle.
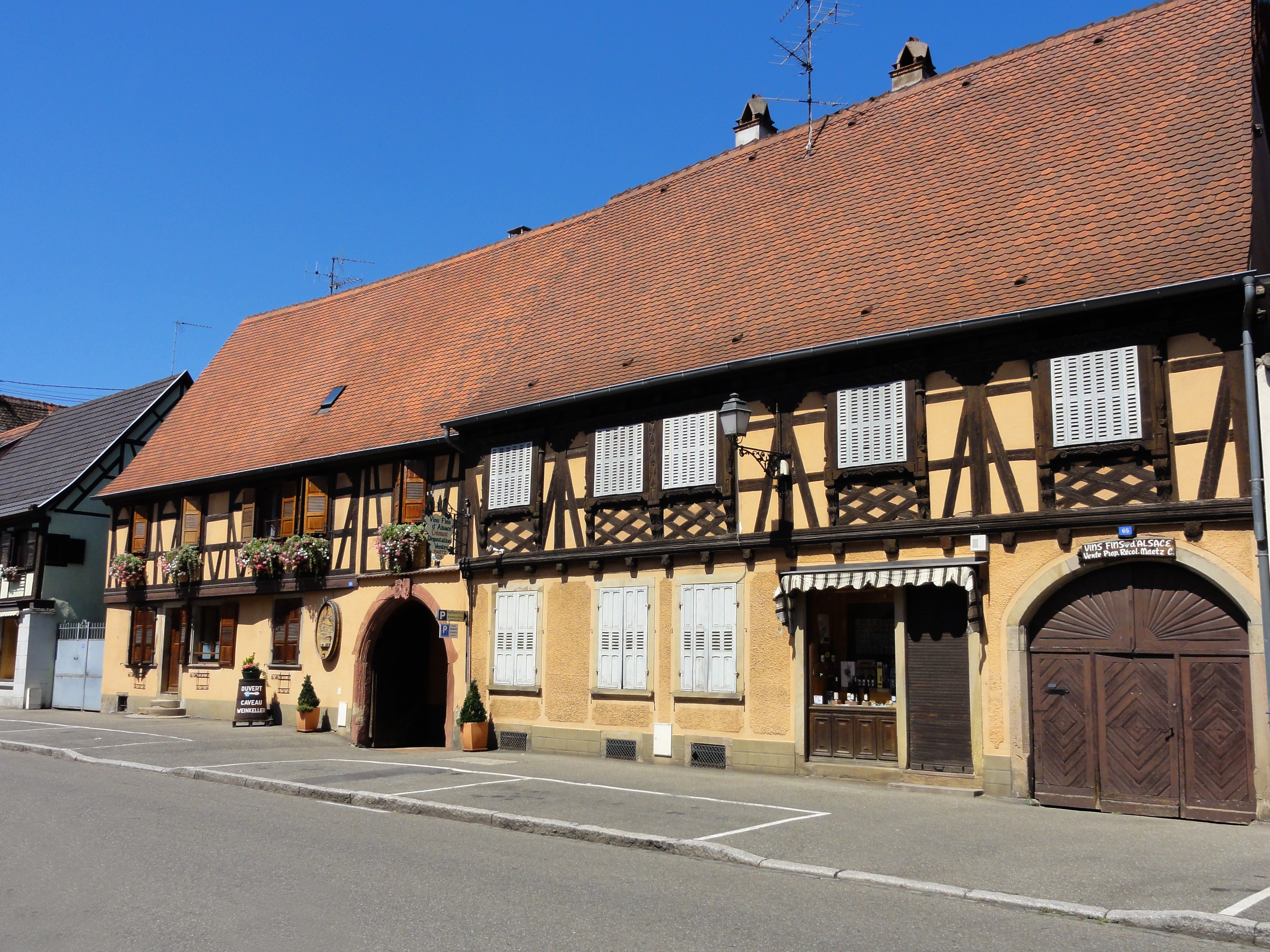
Maisons (XVIe), 63-65 rue du Général-de-Gaulle.
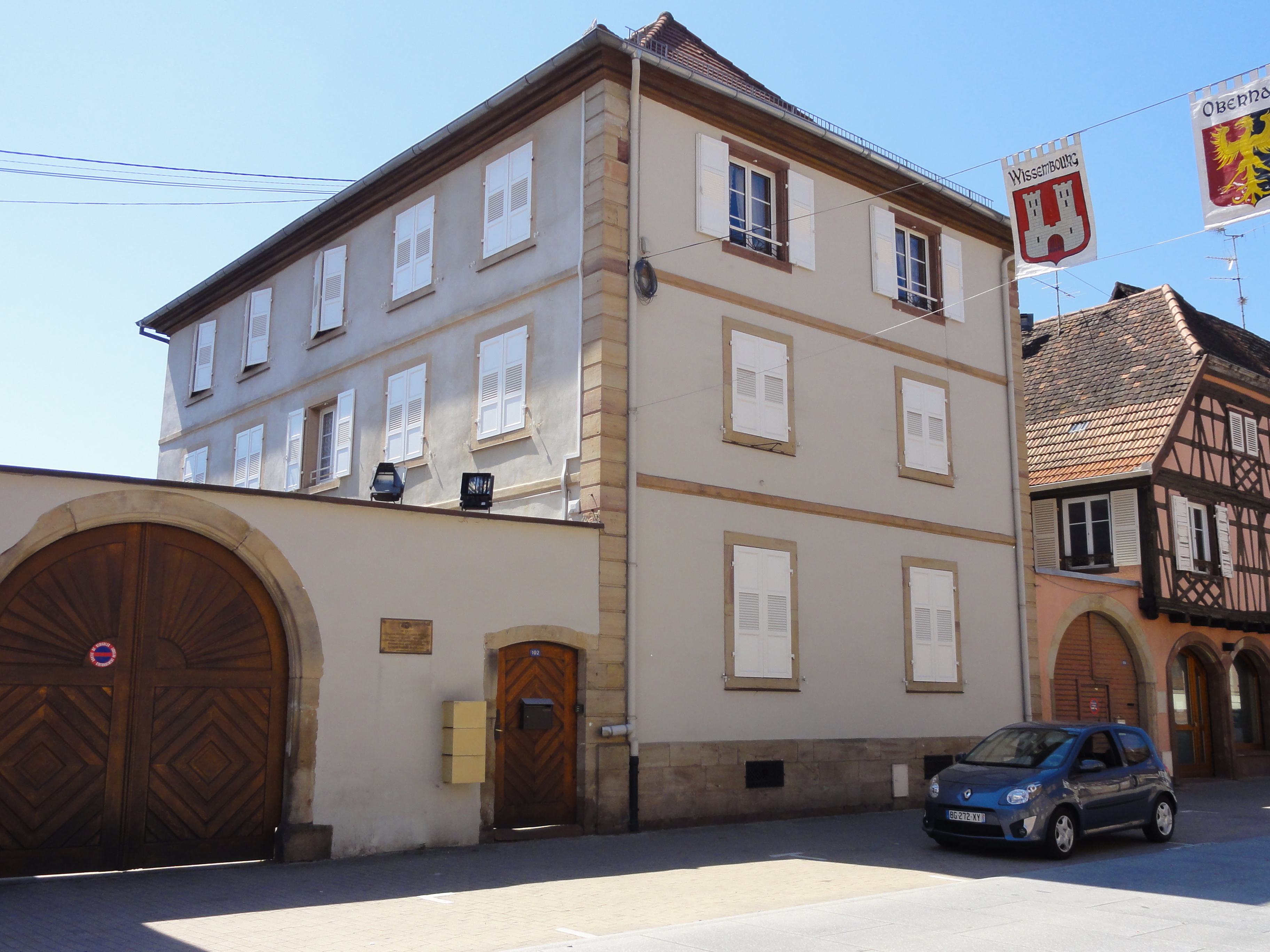
Maison (XVIIe-XVIIIe), 108 rue du Général-de-Gaulle.
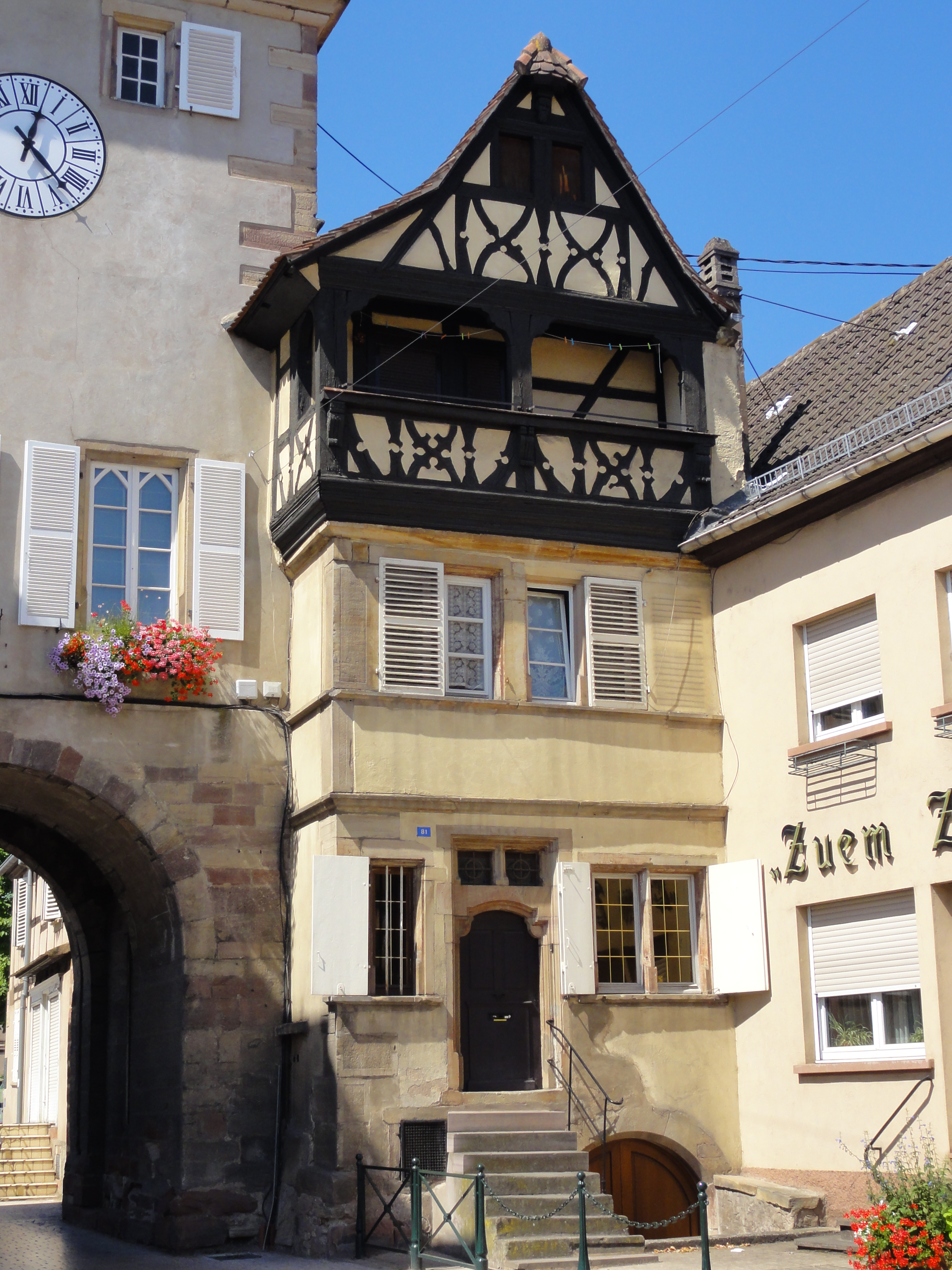
Maison (XVIe), 81 rue du Général-de-Gaulle.
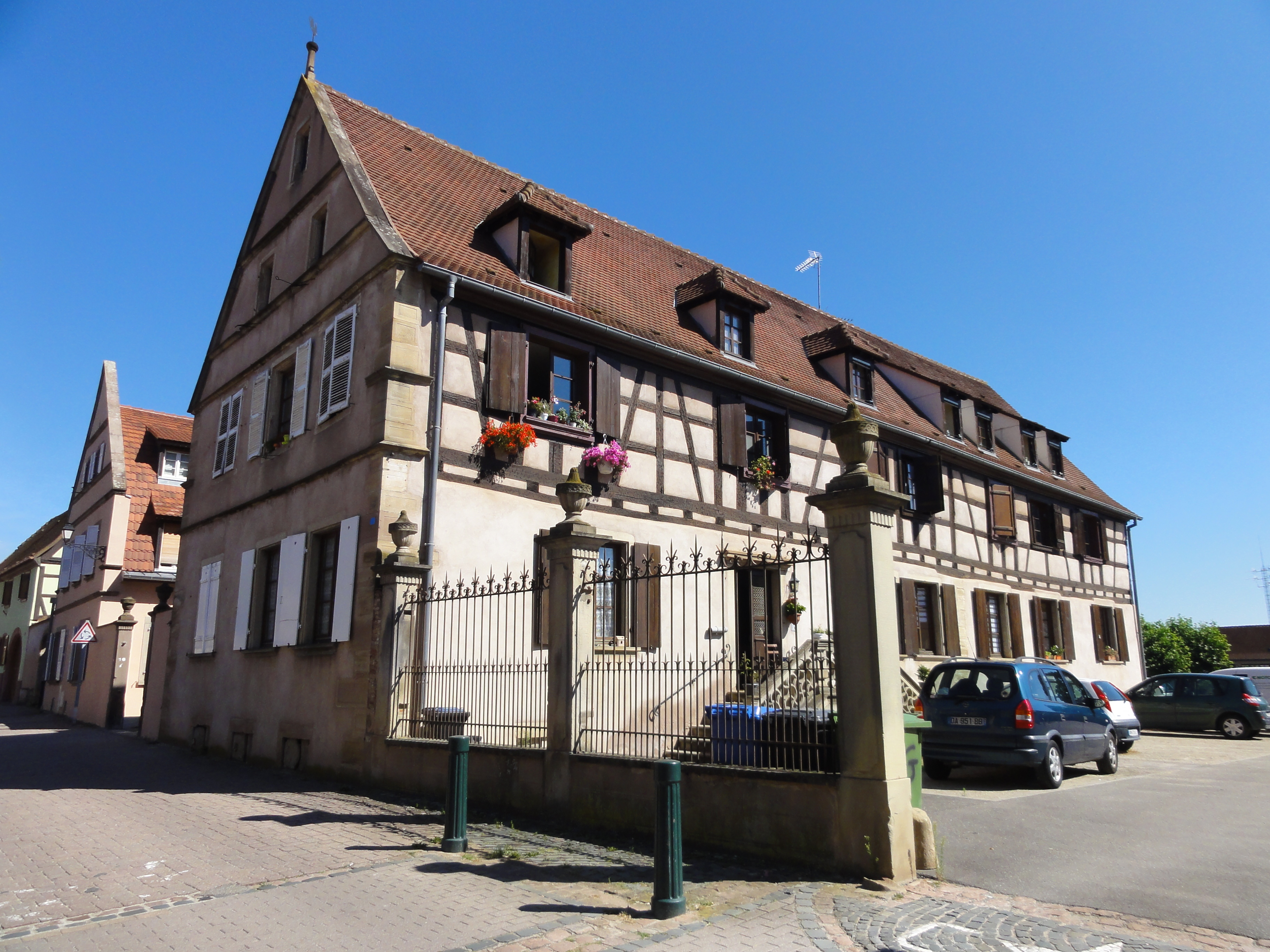
Maison Braun (XVIIe), 6 rue Braun.

### Patrimoine militaire

#### Rempart intérieur
Il est daté du XIIIe siècle environ et enceint la Mittelstadt. Le tour du fossé correspond aux actuelles rues du Lion (au nord) et de la Marne (au sud). Le rempart, bien qu'inclus dans les constructions modernes ou partiellement détruit, reste visible en plusieurs endroits, en particulier dans la rue de la Marne.
- Porte de l'Hôtel-de-Ville ou Zittgloeckeltor.
- Porte de l'École ou Hohenbourg.
- Tour d'angle (au sud-est de l'ancienne école Hohenbourg[61] ; un linteau côté rue de la Marne porte la date de 1709, contemporaine de la construction des bâtiments du Greffe et du Prêteur Royal).

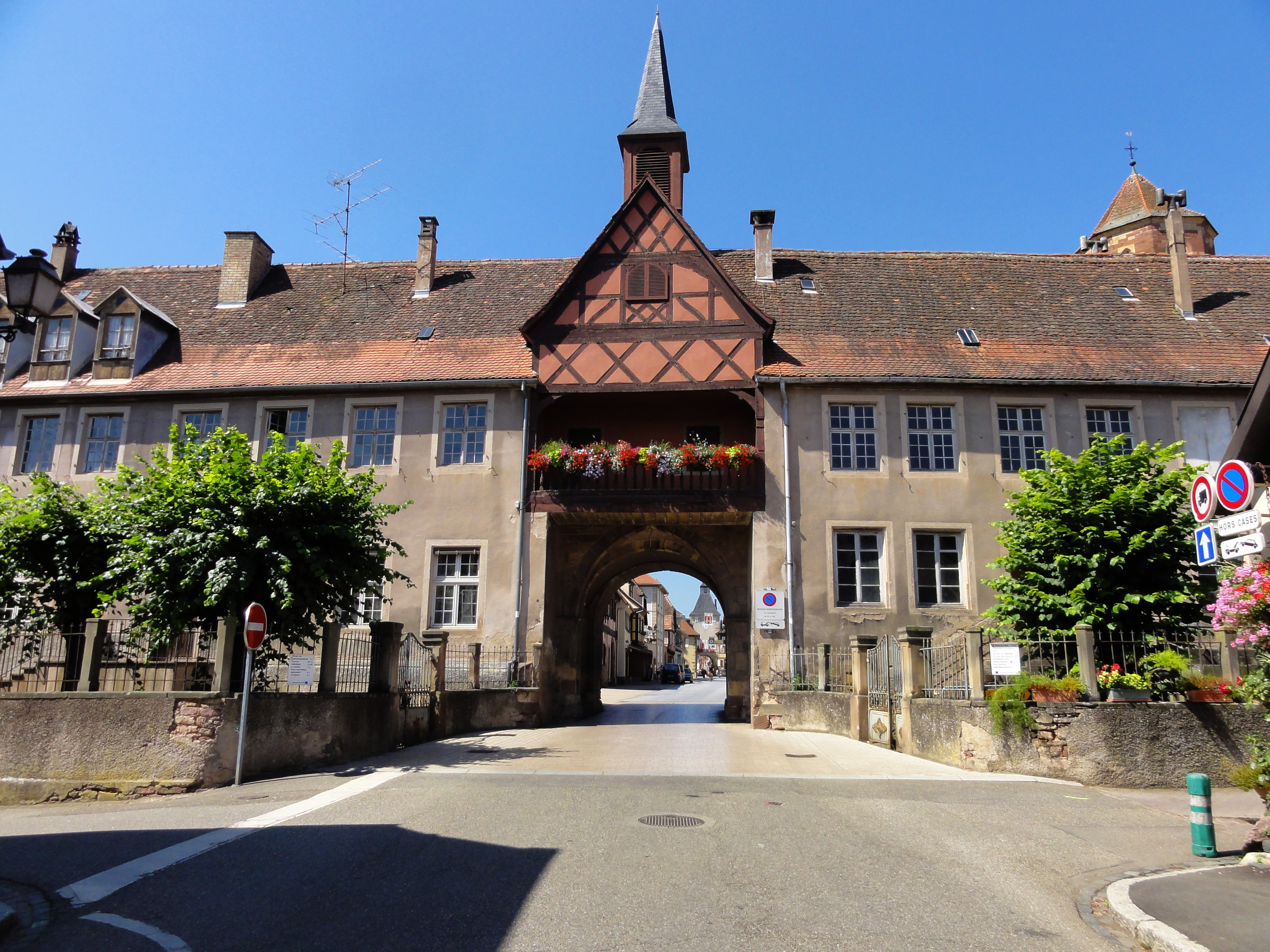
Porte Hohenbourg et l'ancienne école Hohenbourg, vue extérieure.
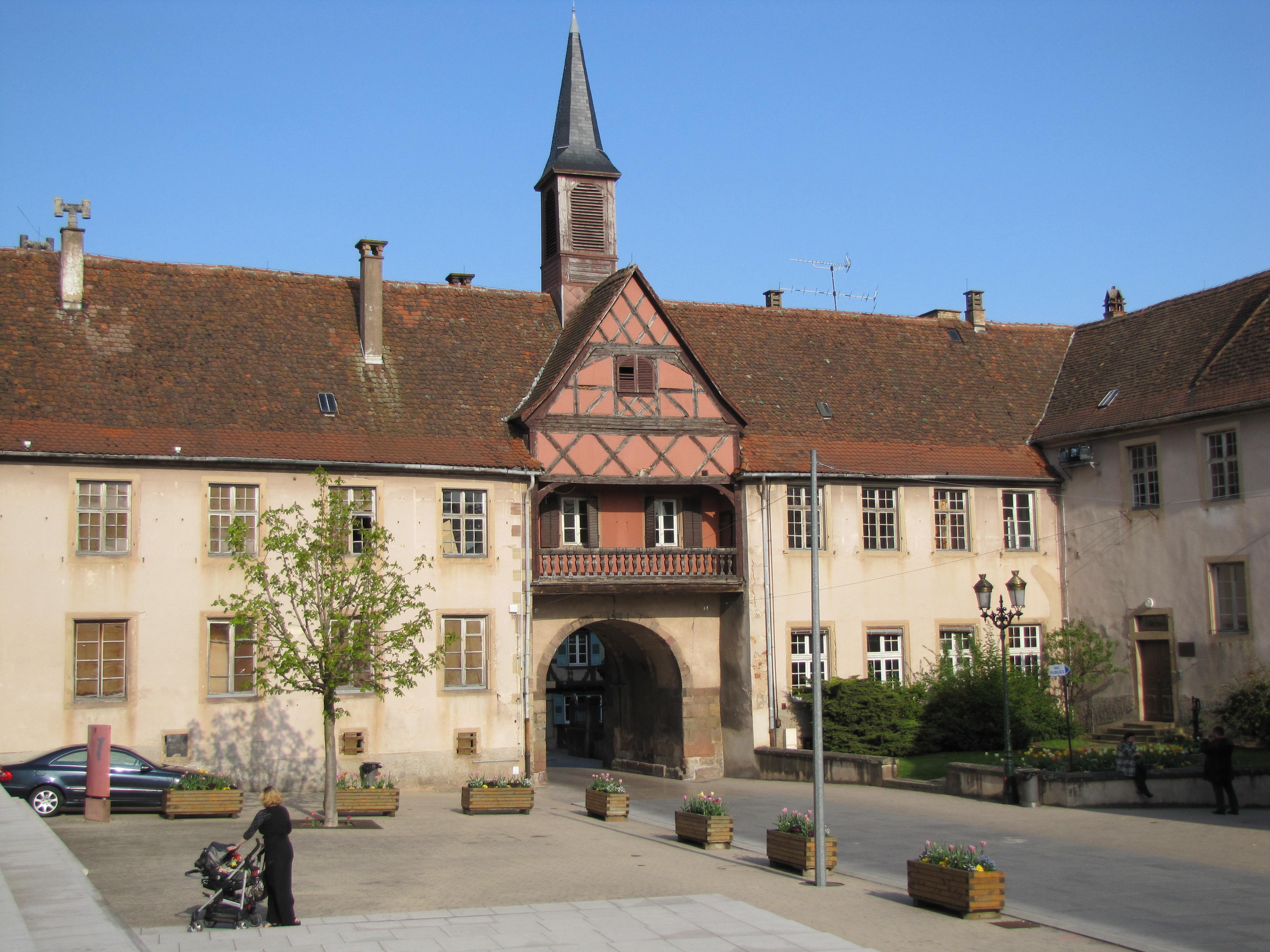
Porte Hohenbourg et l'ancienne école Hohenbourg, vue intérieure.
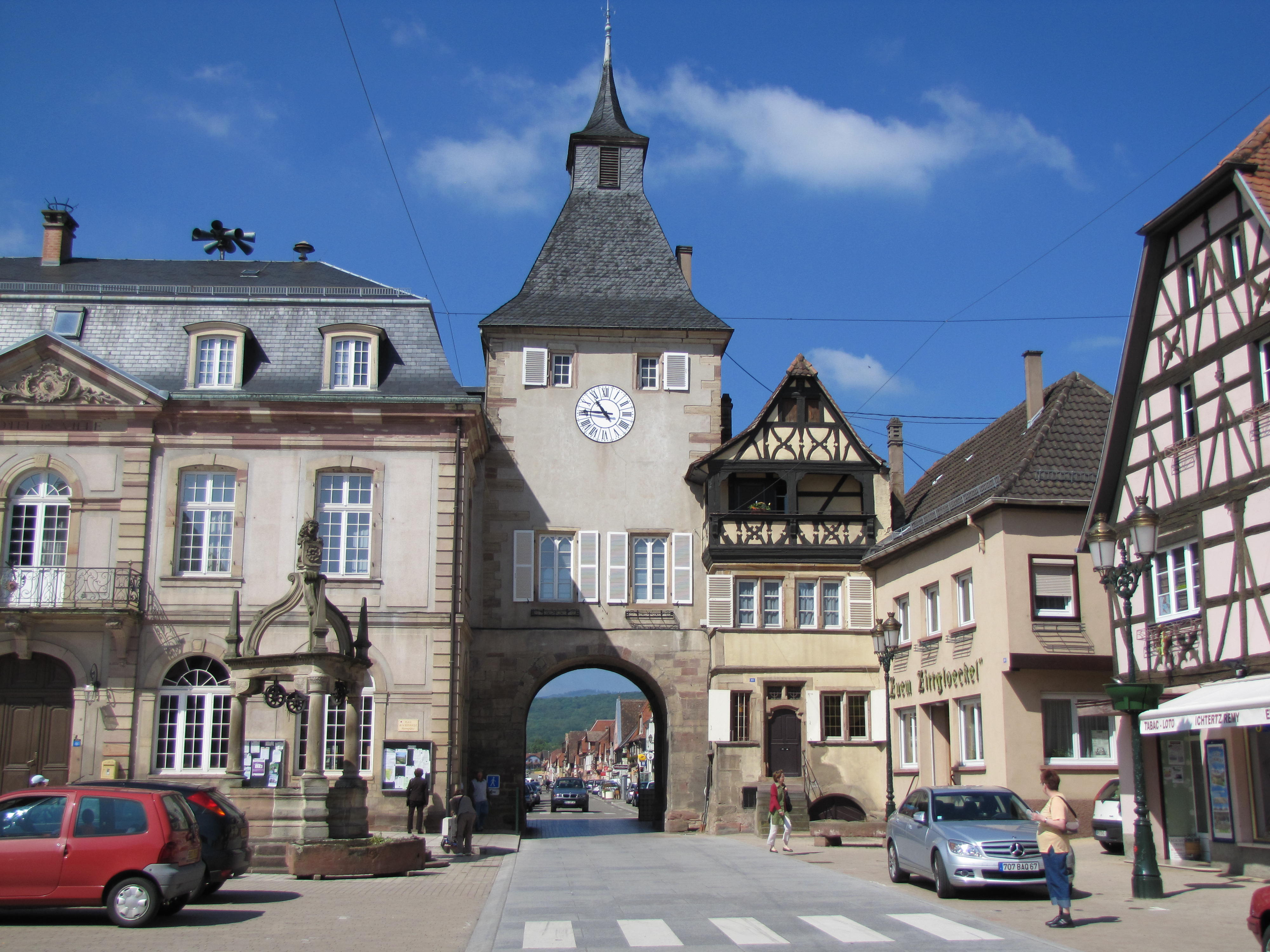
Porte dite de l'Hôtel-de-Ville, de l'Horloge ou Zittgloeckeltor, vue intérieure.
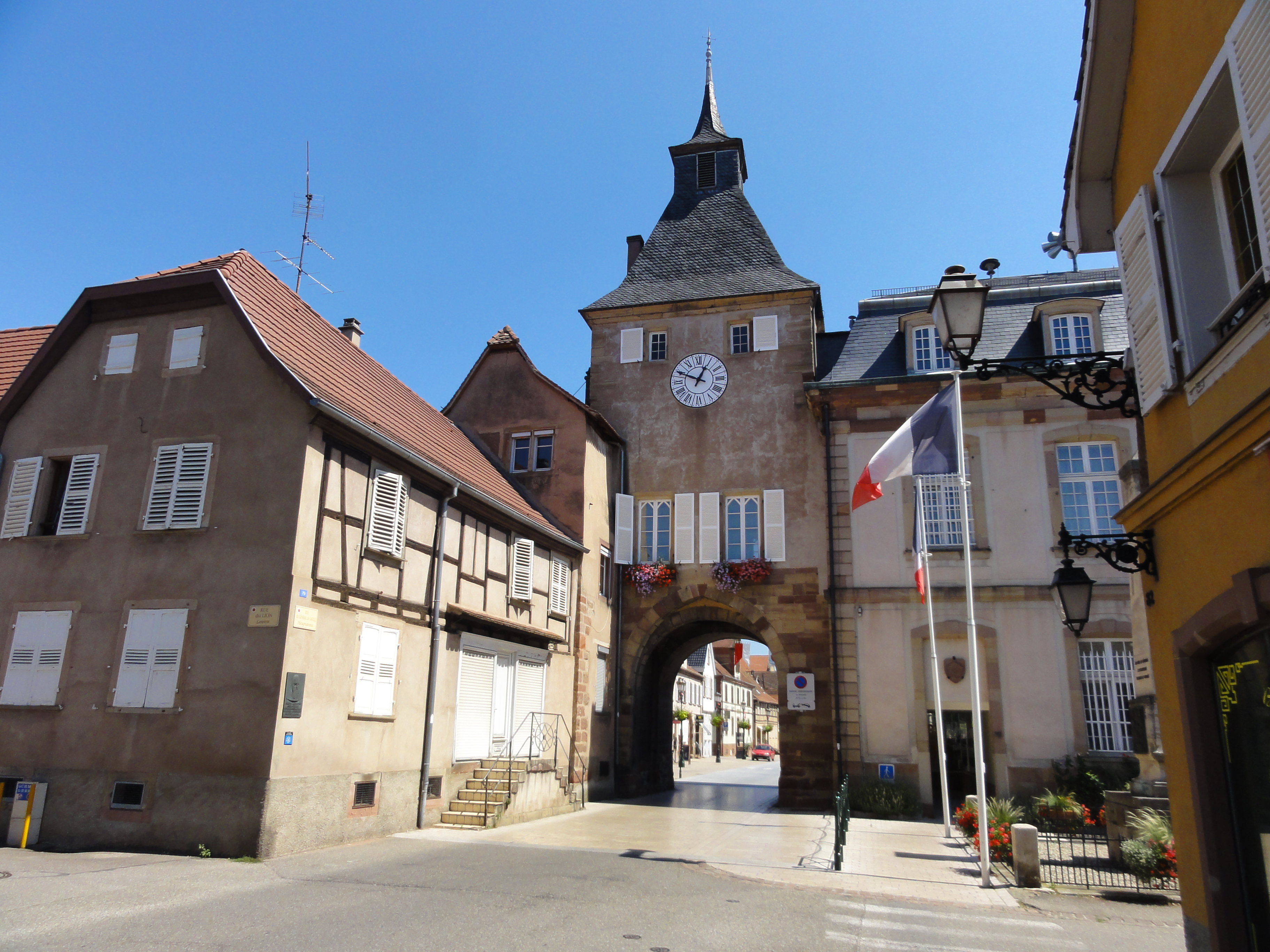
Porte dite de l'Hôtel-de-Ville, de l'Horloge ou Zittgloeckeltor, vue extérieure.

#### Rempart extérieur
Il est daté théoriquement de la deuxième moitié du XIVe siècle. L'enceinte était flanquée de huit tours circulaires ou semi-circulaires plus les trois portes carrées. Les tours n'ont pas toutes été édifiées en même temps. Les portes et les tours d'angles sont contemporaines de la muraille, les autres tours ont été ajoutées par la suite, aux XVe et XVIe siècles. Les sections ouest et nord du rempart ont disparu.
- Porte de la Vierge, Basse, ou de Strasbourg.
- Porte du Lion
- Porte Haute, ou de Bœrsch, détruite au XIXe siècle, dont subsiste un chaînage d'angle.
- Deux tours ruinées (avenue Foch, tour Thiébaut à l'angle sud-est).
- Tour Sainte-Marthe, ou de la Dame Braun, du XVe ou XVIe siècle, plusieurs fois transformée depuis.
- Tour d'angle intégrée au monastère des bénédictines du Saint-Sacrement.

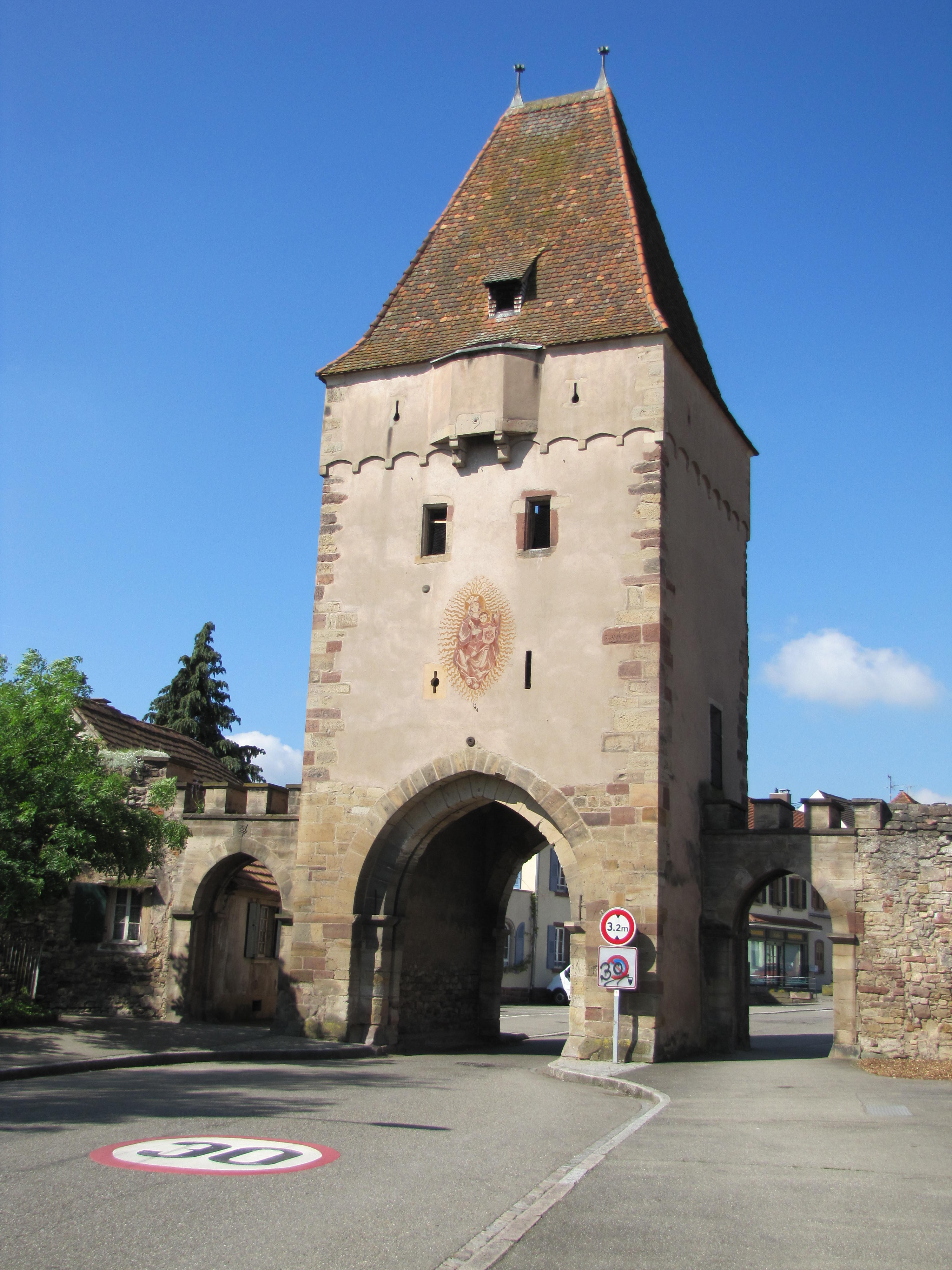
Porte de la Vierge ou Niedertor.
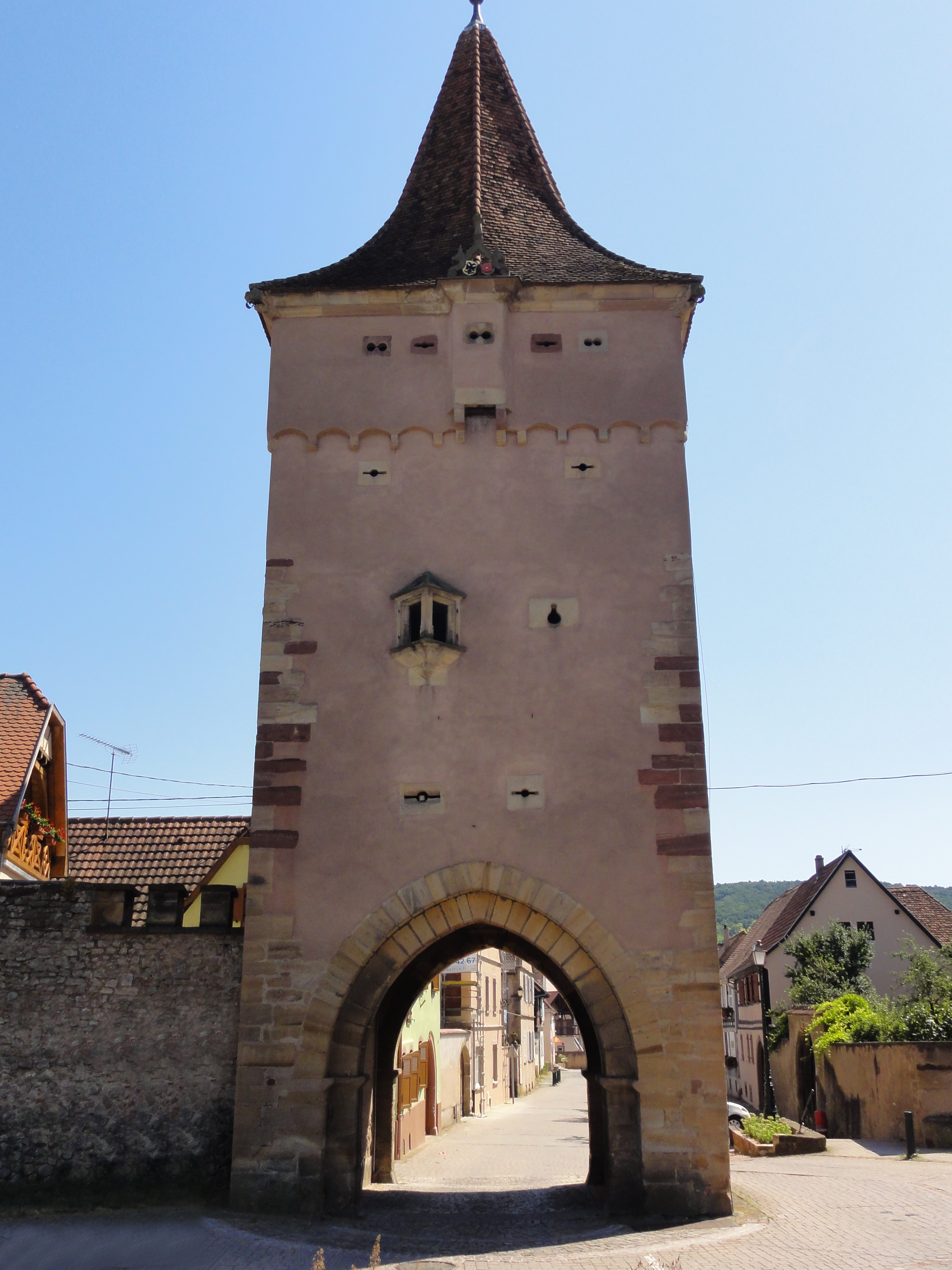
Porte du Lion ou Loewetor.
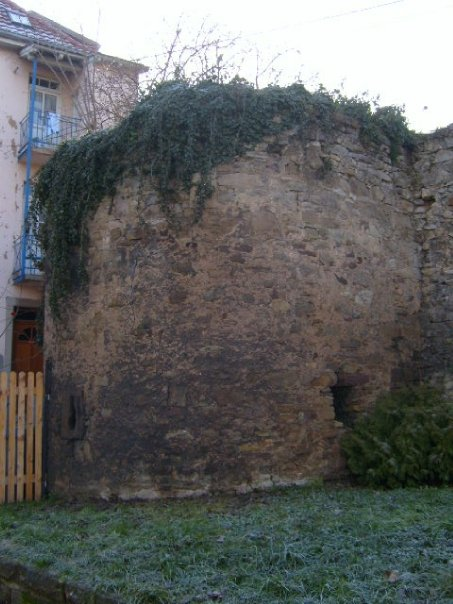
Tour de l'enceinte extérieure - avenue Foch.
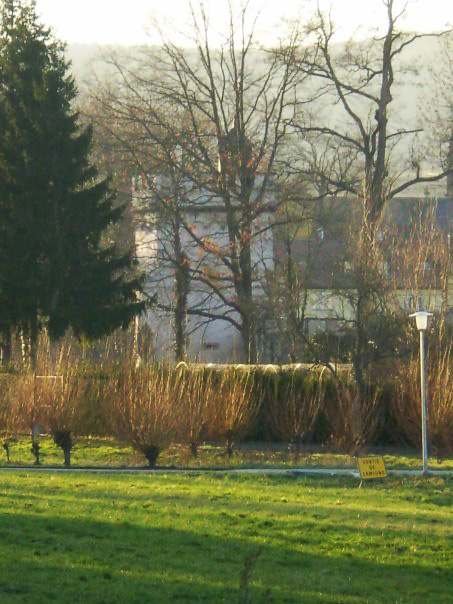
Vue sur la tour dite de la Dame Braun ou Sainte-Marthe depuis l'extérieur du rempart.

### Patrimoine culinaire
- Le Ropfkueche : brioche alsacienne aux noix et à la crème, spécialité de Rosheim. Avec le Kouglof, le Streusel, et les Männele, le Ropfkueche est une autre spécialité alsacienne à pâte levée. Surmontée d’un mélange légèrement caramélisé aux noix, on ne le trouve encore, au début du 21e siècle, que dans la région de Rosheim et d’Obernai.

## Personnalités liées à la commune
- Yossel de Rosheim (° vers 1480 - † en mars 1554), grand avocat (shtadla', ou juif de cour) des juifs allemands et polonais pendant les règnes des empereurs du Saint-Empire romain germanique Maximilien Ier et Charles Quint.
- Lehman Netter né à Rosheim, il fut préposé général de la Nation juive en Alsace au milieu de XVIIIe siècle, artisan de la révision du procès de Hirtzel Lévy en 1755.
- Carl Georg Müller (° en 1796 à Rosheim - † en 1879), auteur du théâtre alsacien.
- Julien Melsheim (1828-1901), homme politique né à Rosheim, député du Bas-Rhin.
- François Gall (1829-1884), né à Rosheim, descendant d’au moins quatre générations de cordonniers rosheimois. «Monte» à Paris où il devient gendarme et fonde une famille d’où est issu le parolier Robert Gall, son arrière-petit-fils, qui a écrit pour Piaf, et qui a pour fille la chanteuse France Gall.
- Édouard Weltz (1876-1945), peintre alsacien, réside un temps à Rosheim.
- Maxime Alexandre (° en 1899 à Wolfisheim - † en 1976 à Strasbourg), repose au cimetière de Rosheim[62]. Poète, auteur dramatique et homme de lettres, il fut notamment membre du groupe des surréalistes de 1923 à 1932.
- Modeste Andlauer (° en 1847 à Rosheim - † le 19 juin 1900 à Ho-oui dans la province du Hebei), prêtre-jésuite martyr du groupe des 120 martyrs de Chine lors de la révolte des Boxers en 1900, canonisé en l'an 2000 à Rome par Jean-Paul II.
- Jean-Marie Lehn (° en 1939 à Rosheim), chimiste français, spécialiste de la chimie supramoléculaire, chercheur au CNRS à partir de 1960, prix Nobel de chimie en 1987.
- Claude Vasconi (° en 1940 - † 2009), architecte et urbaniste.
- Didier Helmstetter (° en 1941), ingénieur agronome et influenceur[63].
- Hubert Maetz (° en 1961 à Rosheim), chef cuisinier, restaurateur et hôtelier français (hôtel restaurant le Rosenmeer, Rosheim), auteur d’ouvrages de gastronomie alsacienne et de recettes de terroir.
- Christophe Bertrand (° en 1981 - † 2010), compositeur.

## Vivre à Rosheim
De très nombreuses associations sont présentes et actives tout au long de l'année. On citera par exemple les Foulées des quatre portes qui organisent la course du même nom tous les quatrièmes dimanches de septembre ; l'École de musique du canton de Rosheim qui compte près de 200 membres ; une école élémentaire toute neuve où sont notamment représentées l'APEPA, la FCPE et l'APARE.